# Chiesa di Maria Santissima del Carmelo e delle Anime Purganti
La chiesa di Maria Santissima del Carmelo è un edificio religioso di Santa Venerina (CT), che si trova nel quartiere di Bongiardo.
Appartiene all'arcidiocesi di Catania, mentre le altre parrocchie del territorio comunale di Santa Venerina fanno parte della diocesi di Acireale. Questa distinzione risale alla formazione del nuovo comune nel 1934, quando i residenti scelsero di restare sotto l'autorità spirituale dell'arcidiocesi di Catania. La decisione fu influenzata da vari fattori, tra cui il fatto che nel territorio comunale di Zafferana Etnea rimasero la chiesa filiale di Sant'Antonio di Padova in Passopomo e il cimitero, strutture legate da tempo alla giurisdizione catanese. Inoltre, la comunità di Bongiardo nutre un attaccamento secolare all'arcidiocesi di Catania, anche in segno di riconoscenza verso il beato cardinale Giuseppe Benedetto Dusmet, che ha avuto un ruolo rilevante nella storia religiosa della zona.

## Storia

### Gli inizi e il XVIII secolo
I ricorrenti sommovimenti tellurici, spesso preceduti da imponenti eruzioni dell'Etna, che hanno tormentato la parte orientale dell'isola dove si stende Santa Venerina, hanno mutato e stravolto, tanto l'aspetto orografico e idrografico, quanto la flora e la fauna che regolavano il processo biologico del bosco e del sottobosco. Nel 1640 il territorio dell'antico borgo di Bongiardo, nucleo originario di Santa Venerina, passò dalla giurisdizione di Aci Aquilia al nuovo comune di Aci Sant'Antonio e Filippo. In seguito a chissà quale evento calamitoso l'antico "hospitali Blancardi" e l'"Ecclesia del Santissimo Salvatore" in "nemore" ricordati nei testi medievali, che fortunatamente ci sono pervenuti, furono distrutti e cancellati perfino dalla memoria.

#### L'Ecclesia del SS. Salvatoris
Dell'esistenza di questa chiesa, da secoli scomparsa, abbiamo notizia dalla Cronaca di Michele da Piazza, cronista del XIV secolo, che riferisce del girovagare per i boschi dell'Etna del duca Giovanni d'Aragona, per sfuggire alla peste del 1348, e del tentativo dello stesso di rifugiarvisi, ma la trovò sbarrata. Per cui il Duca andò a rifugiarsi nel vicino Eremo di sant'Andrea di Milo, dove morì: "nunc ad quondam Ecclesiam Sancti Salvatoris del Blanchardu in nemore civitatis predicte, e quasi latitando, discurreret, prevenit ad quondam Ecclesiam seu locum, vocatum Sanctu Andria".
Questa chiesa fu costruita probabilmente nel periodo della dominazione normanna, quando i Benedettini si insediarono in tutta l'area etnea. È plausibile altresì che alla chiesetta fosse abbinato un fondaco per ospitare i viandanti della "Strada Regia" durante la notte per sfuggire agli assalti di banditi e briganti. Alcuni studiosi ipotizzano che la chiesa sorgesse nei pressi dell'attuale Chiesa della Madonna del Carmelo, sulla base di alcuni oggetti rinvenuti in zona. Vi è poi chi colloca l’antica Ecclesia nella contrada "Acqua-Bongiardo". Sappiamo con certezza che già nel 1631 la chiesa non esisteva più, come attestato da un documento dell’epoca.

#### Origini del culto della Madonna del Carmelo a Bongiardo
La devozione popolare verso la Madonna del Carmelo a Bongiardo risulta essere di origine certamente anteriore rispetto alla costruzione dell'attuale edificio sacro. Le testimonianze storiche e artistiche che attestano la presenza di un culto mariano ben radicato nella comunità locale risalgono, infatti, a un periodo antecedente alla fondazione della chiesa, offrendo un importante quadro di continuità religiosa e culturale.
Prova dell’antichità del culto è offerta dal canto devozionale intitolato Salvi Rigina Carmilitana, la cui esecuzione è esclusiva della comunità di Bongiardo. Si tratta di una melodia liturgica unica nel suo genere, non riscontrabile in altre realtà mariane, e la cui origine viene fatta risalire con buona certezza a un periodo anteriore alla costruzione del luogo di culto. La particolarità musicale del brano e la sua trasmissione orale nel tempo indicano un radicamento profondo del culto nella tradizione popolare e religiosa del villaggio.
La decisione stessa di erigere una chiesa dedicata alla Madonna del Carmelo, attribuita alla volontà della famiglia Pulvirenti, nasce dalla necessità di dare una sede stabile e dignitosa ai riti religiosi e alle celebrazioni popolari legate al 16 luglio, giorno della festa patronale. Questo atto, quindi, oltre a segnare l’inizio della storia architettonica dell'edificio sacro, costituisce anche la conferma di un culto già antico, sentito e collettivamente condiviso, che trovava espressione in forme artistiche, musicali e devozionali già pienamente sviluppate prima ancora dell’edificazione della chiesa.

#### L'edificazione della chiesa
Agli inizi del XVIII secolo Bongiardo soffriva per la lontananza dai luoghi di culto. Gli abitanti di questo lembo di terra dovevano affrontare strade lunghe ed impervie per assistere alle funzioni religiose e far celebrare i sacramenti.
Il 6 settembre 1723, Francesco Pulvirenti, cittadino di Aci San Filippo, ottenne in concessione un piccolo appezzamento di terreno situato nella contrada detta "Ardichetto", allora parte dei possedimenti dell'abbazia di Pisano Etneo. L'autorizzazione, formalizzata per mezzo del Regio Segreto competente, prevedeva la possibilità per il Pulvirenti di edificare una casa e una cisterna su quel suolo.
Dopo pochi anni, animato da motivazioni spirituali e dal desiderio di assicurare la salvezza della sua anima e a quella della moglie Giovanna, il 24 dicembre 1726 Francesco Pulvirenti costituì ufficialmente una dote destinata alla fondazione di una chiesa. Decise che il nuovo edificio sacro sarebbe stato dedicato a Maria Santissima del Carmelo, affinché ogni anno, il 16 luglio, si potesse solennemente celebrare la sua festa, e alle Anime Purganti, secondo una pratica devozionale molto sentita all'epoca.
La dote predisposta da Pulvirenti era particolarmente consistente: comprendeva la casa con il cortile e la cisterna annessi, una bottega, una stalla, un pagliaio e una vigna, beni che garantivano una rendita annua di circa sei onze. Tale somma era destinata non solo al sostentamento dell'edificio sacro, ma anche al mantenimento di un sacerdote stabile che potesse officiare regolarmente le funzioni religiose.
La costruzione della chiesa si svolse tra il 1727 e il 1730. In quest'ultimo anno si celebrò finalmente la prima messa, segno che l'edificio era stato completato e aveva iniziato a svolgere il suo ruolo di centro spirituale per la piccola comunità del luogo.
Nel 1730 anche la gestione della nuova chiesa fu organizzata: l’edificio e il terreno circostante vennero affidati ai Padri Mercedari del convento di Santa Domenica di Aci Sant'Antonio. Questi religiosi si presero cura della chiesa di Bongiardo fino al 1778. In quell'anno, i Padri Mercedari abbandonarono la gestione dell’edificio, che passò così sotto la responsabilità di una commissione laicale appositamente costituita.

### Il XIX secolo
Dopo un lungo periodo di trattative e mediazioni, fu finalmente costituito un patrimonio stabile, giudicato sufficiente al mantenimento della chiesa e al sostentamento del clero. Tale sviluppo rese possibile un'importante svolta istituzionale: con decreto del 23 luglio 1810, il Vescovo di Catania riconobbe ufficialmente la chiesa di Bongiardo come filiale sacramentale e curata. Contestualmente, le fu conferita la giurisdizione su un ampio territorio comprendente l'intera contrada di Pisano e parte della frazione di Fleri, rafforzando così il suo ruolo all'interno della struttura ecclesiastica locale. In virtù di questo nuovo status, la chiesa di Bongiardo assunse per lungo tempo il titolo di "chiesa madre" per le contrade assegnate. Questo titolo, pur non comportando un'autonomia parrocchiale piena, conferiva all’edificio un'importanza centrale nella vita religiosa del territorio, e fu utilizzato fino alla seconda metà del XX secolo. La chiesa divenne così un punto di riferimento non solo per le celebrazioni liturgiche, ma anche per le attività sociali, culturali e caritative della comunità.
Il 20 febbraio 1818, la zona fu interessata da un forte evento sismico, noto come il terremoto di Aci Sant’Antonio, che raggiunse una magnitudo stimata di 6.2. Il sisma colpì duramente diversi comuni del Catanese, provocando complessivamente circa settanta vittime. Bongiardo fu solo marginalmente interessata dal terremoto e la chiesa locale riportò danni strutturali di entità contenuta. Nonostante ciò, per ragioni di sicurezza e decoro, furono avviati tempestivi interventi di restauro, che comportarono una spesa di "onze 82 e data ad appalto a Mro. Giovanni Russo".
Nel 1826, a seguito di una riorganizzazione amministrativa del territorio, la frazione di Bongiardo fu ufficialmente aggregata al neocostituito comune di Zafferana Etnea, distaccandosi così dal precedente legame con il comune di Aci Sant’Antonio. Questo passaggio segnò un nuovo capitolo nella storia civile e religiosa della comunità locale, che andava consolidandosi sotto una nuova autorità municipale. Nel corso degli anni Trenta del XIX secolo, si pose la questione dell’individuazione della chiesa che avrebbe dovuto assumere il titolo di chiesa matrice del comune di Zafferana Etnea. In tale contesto, la chiesa di Bongiardo, all’epoca la più antica tra quelle comprese nei nuovi confini comunali, fu candidata a tale titolo, in concorrenza con la chiesa di Santa Maria della Provvidenza, ubicata nel centro urbano di Zafferana. Nonostante la sua rilevanza storica e il ruolo di chiesa madre svolto per decenni nei confronti delle frazioni di Pisano e Fleri, la chiesa di Bongiardo non fu prescelta. Il titolo di chiesa matrice fu conferito, infatti, alla chiesa di Santa Maria della Provvidenza, poiché ritenuta dotata di "quelle prerogative, preminenze e attributi competenti ad una Chiesa Maggiore". Tale decisione fu motivata anche dalla collocazione centrale della chiesa di Santa Maria, dalla sua maggiore capienza e dalla disponibilità di strutture e funzioni liturgiche più articolate, che meglio rispondevano alle esigenze di un comune in espansione.

#### Il presunto miracolo della Madonna del Carmine
Nel novembre del 1841, la chiesa di Bongiardo fu teatro di un evento che la tradizione locale tramanda come miracoloso, accrescendo il legame spirituale tra la comunità e la Madonna del Carmelo. Leonardo Musumeci, un abitante della zona, fu vittima di un grave avvelenamento dopo aver consumato dei funghi raccolti nei dintorni. Le sue condizioni si aggravarono rapidamente, tanto che i familiari, disperando ormai della sua salvezza, decisero di trasportarlo a Bongiardo, presso la chiesa dedicata alla Madonna del Carmelo, alla quale la comunità era profondamente devota. Secondo le testimonianze dell'epoca, i parenti di Leonardo "gli fecero fare dei voti alla Madonna del Carmine, che si venera nella Chiesa di Bongiardo, e gli fu posto al collo un abitino della medesima. (...) Alla mezzanotte (del giorno successivo) cominciò a star meglio e la mattina, verso le ore quindici, fu alla Chiesa del Carmine per soddisfare il suo voto". Questo episodio rafforzò ancora di più il culto della Beata Vergine del Carmelo a Bongiardo.

#### Gli interventi di manutenzione del 1846-47
Tra il 1846 e il 1847 la chiesa di Bongiardo fu oggetto di importanti interventi di straordinaria manutenzione, resi necessari dal progressivo deterioramento dell’edificio e dalla volontà di conferire alla struttura un aspetto architettonico più decoroso e rappresentativo. I lavori, eseguiti grazie al contributo della comunità locale e al sostegno delle autorità ecclesiastiche, interessarono l’esterno dell’edificio sacro. Tra gli interventi più significativi vi fu l’arricchimento della facciata principale, che fu rielaborata secondo i canoni del gusto neoclassico/barocchetto allora diffuso nella Sicilia orientale. In particolare, venne realizzata una nuova cella campanaria di proporzioni monumentali, posta in sommità, che conferì alla chiesa un profilo più slanciato e solenne. La cella, visibile da gran parte del territorio circostante, divenne un elemento distintivo del paesaggio locale.

#### Il presunto miracolo di San Francesco di Paola
Nella metà dell’Ottocento, a Bongiardo, si verificò un evento ritenuto miracoloso dalla tradizione locale, attribuito all’intercessione di San Francesco di Paola. Durante i giorni precedenti la festa in onore del Santo, la carrozza del principe Domenico Bonaccorsi, marchese di Casalotto, fu coinvolta in un grave incidente. Il cocchiere, secondo la memoria popolare, ebbe una visione del Santo che gli intimava di frenare: l’uomo obbedì e riuscì a evitare la tragedia. L’episodio, pur non documentato ufficialmente, fu considerato un miracolo e rafforzò il culto del Santo nella comunità.
In segno di gratitudine, il principe donò alla chiesa di Bongiardo preziosi ex voto, tra cui un collare con il Toson d’Oro e un bastone cerimoniale con incisa la parola “Charitas”, motto dell’Ordine dei Minimi. Questi oggetti, di grande valore spirituale e artistico, sono oggi parte del patrimonio religioso del borgo.

#### Il "conflitto delle processioni"
Nel 1868, in occasione della tradizionale festa bongiardese in onore di San Francesco di Paola, si verificarono disordini che coinvolsero gli abitanti di Bongiardo e quelli del vicino comune di Santa Venerina. L'atmosfera, che inizialmente doveva essere di gioiosa celebrazione e di devozione popolare, degenerò rapidamente in subbugli, minando la serenità dell'evento religioso. A testimonianza di questi fatti, si conserva ancora oggi la dettagliata relazione che il signor Rosario Patanè inviò al Sottoprefetto di Acireale, nella quale descrisse con precisione gli avvenimenti occorsi e le tensioni latenti tra le due comunità:

Fu introdotta a mia insaputa dal Comune di Zafferana (che possedeva Bongiardo) in questo Comune di Santa Venerina una processione per la quale portavasi in giro la statua di San Francesco di Paola con l'accompagnamento di tre carabinieri della stazione di Zafferana (...) dovetti accorrere sul posto al sentire di alcuni inconvenienti accaduti tra alcuni abitanti di Zafferana Etnea (bongiardesi) e di Santa Venerina. E difatti trovai una specie di pubblico subbuglio tra gli uni e gli altri, a causa di alquanti atti di scostumatezza che alcuni individui di Zafferana (Bongiardo) si erano permessi su donne di Santa Venerina. Per di più, per il solo fatto di avere detto ai carabinieri che avrei comunicato al Sindaco, al Sottoprefetto della Provincia ed al tenente dei Carabinieri di Acireale che per la loro negligenza avevano permesso di introdurre nel nostro territorio una processione non autorizzata, per tutta risposta mi fu detto: "che si fottano di me del Sindaco, del Tenente dei Carabinieri e persino del sottoprefetto"

Alcune fonti storiche aggiungono ulteriori dettagli circa l'origine dei disordini del 1868. Secondo queste testimonianze, il vero "casus belli" che fece degenerare la situazione fu il gesto provocatorio compiuto da alcuni abitanti di Santa Venerina. Durante il passaggio del fercolo di San Francesco di Paola, questi ultimi avrebbero lanciato dei sassi contro il simulacro del Santo, colpendolo e provocando una lieve scalfittura alla statua sacra.

Questo episodio segnò l'apice del cosiddetto "conflitto delle processioni", una disputa che affondava le sue radici nei decenni precedenti e che per tutto il XIX secolo agitò la vita religiosa e sociale della zona. La Chiesa bongiardese fu infatti al centro di una lunga e tormentata protesta, che arrivò perfino a essere discussa presso la Gran Corte Vescovile di Catania. Le tensioni coinvolsero, in particolare, gli abitanti della parrocchia di Santa Venera e quelli della parrocchia di Bongiardo. La vertenza fu incardinata da "certi individui del quartiere di Santa Venera contro la pretesa del cappellano della parrocchiale chiesa di Bongiardo, di pertinenza del comune di Aci Sant'Antonio, che chiedeva di processionare esclusivamente ed anche dopopranzo, del giorno del SS. Sacramento, proibendone le funzioni medesime nella chiesa di detto quartiere Santa Venerina, chiedendo perfino il privilegio di processionare come la più antica parrocchia". Le processioni, momento di forte identità religiosa e comunitaria, divennero dunque motivo di continui contrasti, alimentando episodi di subbuglio e tensioni manifeste. Questi dissapori, fortunatamente, si attenuarono negli anni Settanta o Ottanta dell’Ottocento, quando, secondo la tradizione locale, i bongiardesi si fecero custodi del simulacro di San Sebastiano, appena realizzato per la chiesa di Santa Venera. La statua venne temporaneamente accolta nella chiesa di Bongiardo, poiché si temeva che gli abitanti di Acireale, reputandola più bella di quella esistente nella loro Cattedrale, potessero tentare di sottrarla. Ecco perché, ancora oggi, i santavenerinesi chiamano la Madonna del Carmine, venerata a Bongiardo, a patrozza ("la madrina"). I bongiardesi offrirono il proprio edificio per custodire la statua del santo anche quando un’improvvisa burrasca si abbatté durante la festa del santo stesso. Il 26 dicembre del 2018 il devastante terremoto di Santo Stefano rese inagibile la chiesa madre di Santa Venerina. In quell'occasione, i bongiardesi misero a disposizione il container adibito a luogo di culto, divenuto temporaneamente il cuore della devozione bongiardese.
In Bongiardo, la distruzione del terremoto del 17 giugno 1879 fu ancor più evidente rispetto agli altri paesi: numerose abitazioni vennero completamente rase al suolo, mentre la quasi totalità delle restanti fu gravemente danneggiata. In alcuni tratti, le macerie ostruirono interamente le carreggiate.
La popolazione, profondamente scossa, si riversò ovunque all’aperto: nelle strade, nelle piazze, nei cortili e nei vigneti circostanti, evitando accuratamente ogni permanenza sotto i tetti. 
La chiesa di Bongiardo fu gravemente danneggiata: gli arredi sacri erano dispersi lungo la strada. Sul lato orientale dell’edificio si ammassarono macerie, resti di vecchie abitazioni. L’architrave del portale principale crollò, il campanile risultò danneggiato e le mura vennero gravemente lesionate e disgregate.
In un piccolo giardino affacciato sulla strada, venne ritrovato il corpo senza vita di una donna. La sventurata si trovava al lavatoio per lavare quando il muro di cinta le crollò addosso, seppellendola. Fu estratta ancora in vita, ma spirò dopo pochi minuti. Anche un’altra donna, pur non riportando ferite, morì per lo spavento o forse per asfissia, o per entrambe le cause. In totale le vittime furono 10.
Nello stesso giorno, il prefetto della provincia, il commendatore Basile, accompagnato dalle autorità politiche e amministrative del circondario, nonché dagli ingegneri del genio civile e provinciale, venne condotto da un contadino nelle aree più duramente colpite dal sisma. Il prefetto visitò i feriti, incoraggiò i superstiti e rivolse a ciascuno parole di conforto e di speranza. In quell’occasione, consegnò al cappellano di Bongiardo, fra' Giovan Battista Zullo da Francavilla, alcune centinaia di lire per far fronte ai bisogni più urgenti della popolazione.
Nei mesi successivi, il cardinale Giuseppe Benedetto Dusmet stanziò i fondi necessari per il restauro dell’edificio sacro.

#### Il terremoto del 17 giugno 1879
Il disastroso terremoto del 17 giugno 1879 causò ingenti danni alla chiesa di Bongiardo, provocando il crollo di buona parte del tetto del coro, dell'architrave della porta maggiore e danneggiando seriamente il campanile, oltre a sconquassare le mura laterali della struttura. Questo evento sismico devastante colpì profondamente la comunità locale, che dovette affrontare gravi difficoltà per garantire la sicurezza e la funzionalità del luogo di culto. L’allora vescovo di Catania, Giuseppe Benedetto Dusmet, che in seguito sarebbe diventato cardinale e beato, si prodigò incessantemente per soccorrere la popolazione di Bongiardo. Nei mesi successivi al terremoto, infatti, il vescovo compiva frequenti viaggi tra Pedara e Bongiardo per offrire conforto spirituale e pratico ai fedeli, impegnandosi in prima persona per la ricostruzione del tempio, come racconta il segretario di Dusmet, don Luigi Taddeo Della Marra: "Mi ricordo che mi impedì di seguirlo, quello dei dirupi non era territorio mio". Al fianco di Dusmet, anche il cappellano curato di Bongiardo, fra’ Giovan Battista Zullo da Francavilla, cappuccino e futuro martire del terremoto di Messina, contribuì in modo significativo alla rapida ricostruzione, ampliamento dell'abside e riapertura al culto della chiesa.
Nel 1881, però, la contrada fu nuovamente colpita da un'alluvione devastante che causò il crollo di buona parte dei muri del coro, recentemente ricostruiti. Ancora una volta, l’intervento del vescovo Dusmet fu determinante: egli provvide a elargire una somma considerevole per le riparazioni necessarie a garantire la sicurezza dell'edificio e la continuazione delle funzioni religiose.
Nel 1894, un altro grave evento sismico minacciò la stabilità della chiesa. Le scosse sismiche, che colpirono con particolare intensità Santa Venerina tra il 7 e il 22 agosto dello stesso anno, causarono danni ingenti, ma fu il terremoto del 11 agosto, alle 9:30 del mattino, a produrre i danni più gravi, soprattutto a Bongiardo. Le larghe fenditure che si aprirono nelle pareti laterali della chiesa misero in serio pericolo la stabilità della struttura. Di fronte a questo nuovo disastro, fu necessario l’intervento di esperti tecnici per consolidare l’edificio. Il professore Salvatore Franco, rinomato matematico e fisico, che in seguito vincerà all'Esposizione Universale di Parigi del 1900, oltre che sacerdote dell'arcidiocesi di Catania, si fece carico del progetto di consolidamento. Franco, coadiuvato da un gruppo di abili artigiani, guidò il posizionamento di una serie di catene di consolidamento all’interno della chiesa.

### Il XX secolo
Dopo il Terremoto di Messina del 1908, l’allora cappellano di Bongiardo, don Innocenzo Maugeri, si rivolse con determinazione alla ricerca di soluzioni per il restauro. Sostenuto dai suoi nipoti Giovanni e Luciano, e dal fratello ingegnere Salvatore, il cappellano chiese il supporto di un esperto tecnico, contattando l'ingegnere Antonino Di Franco, professore dell'Università di Catania. Il professor Di Franco predispose un nuovo progetto per la ferratura e la messa in sicurezza dell’edificio. Tuttavia, durante la fase di progettazione, emerse una difficoltà significativa: la somma necessaria per finanziare i lavori era superiore di oltre 10.000 lire rispetto a quanto il cappellano e la comunità avevano a disposizione. Per superare questo ostacolo, don Innocenzo Maugeri scrisse una supplica al Papa Pio X, chiedendo un contributo straordinario per il restauro della chiesa. La supplica venne consegnata nelle mani del cardinale Giuseppe Francica Nava di Bontifè, arcivescovo di Catania, che, con prontezza, fece pervenire la richiesta al Santo Padre. La risposta del Papa non tardò ad arrivare: Pio X stanziò una somma dal proprio fondo personale per coprire l'importo necessario al restauro. Per l'efficace realizzazione dei lavori di ferratura, fu fondamentale il contributo dei fabbri locali di Bongiardo. Don Carmelo Sparti, insieme ai suoi figli Giuseppe, Alfio, Carmelo e Alessio, fabbri esperti, eseguì i lavori di consolidamento della chiesa, che prevedevano l'installazione di una robusta ferratura che cingeva l'intero fabbricato, al di sotto della copertura. A completamento dell’intervento, furono inseriti dischi metallici di contenimento all'interno della struttura. Grazie a questo intervento di consolidamento, la chiesa di Bongiardo riuscì a resistere efficacemente ai terremoti che colpirono la zona nei decenni successivi, mantenendo la sua stabilità e integrità strutturale. 
Il terremoto di Linera del 1914 causò significativi danni alla chiesa di Bongiardo, colpendo duramente i pilastri, la volta incannucciata, il campanile e la sacrestia. Il 16 agosto 1914, il cardinale Francica Nava inviò al curato di Bongiardo, tramite il nipote Giovanni, una prima tranche di 1.500 lire, destinata ai restauri della chiesa. L'invio di fondi proseguì nei mesi successivi, e il 9 dicembre 1914, il cappellano Maugeri aveva ricevuto un totale di 6.400 lire, una somma considerevole che contribuì alla messa in sicurezza della chiesa e al miglioramento delle condizioni del paese di Bongiardo. 
Il 21 giugno 1926, la chiesa di Bongiardo fu elevata a parrocchia, diventando una delle prime nell'arcidiocesi di Catania, che all'epoca riconosceva nell'arcivescovo l'unico parroco. Questo riconoscimento segnò un importante passo per la comunità locale, che ottenne maggiore autonomia religiosa e la possibilità di gestire direttamente le attività pastorali e spirituali all'interno della propria parrocchia. L'istituzione della parrocchia consolidò ulteriormente il legame della comunità con la diocesi di Catania e segnò un punto di svolta per lo sviluppo sociale e religioso di Bongiardo.
Nel 1934, il territorio della chiesa e metà del paese di Bongiardo confluirono nel nuovo comune di Santa Venerina, che venne creato in seguito alla riorganizzazione amministrativa della zona. Nonostante il cambiamento territoriale, la parrocchia di Bongiardo rimase strettamente legata all'arcidiocesi di Catania, mantenendo la propria identità religiosa e la connessione con la diocesi che, ancora oggi, continua a essere il suo punto di riferimento ecclesiastico. 
Con la nascita del nuovo comune si rese necessaria la scelta di una chiesa madre. Tra le chiese candidate vi era anche la chiesa di Bongiardo, la più antica del centro storico. Furono considerate anche la Chiesa del Sacro Cuore di Gesù, di costruzione più recente ma più ampia; la Chiesa di Santa Venera, anch’essa di antica tradizione; e la Chiesa di Maria SS. Immacolata di Dagala del Re, costruita nel 1631 e ricostruita quasi interamente nel 1843, ma situata fuori dal centro storico. La chiesa di Bongiardo, sebbene la più antica, fu esclusa poiché apparteneva all’Arcidiocesi di Catania, mentre tutte le altre chiese del territorio erano parte della Diocesi di Acireale. Per ragioni di uniformità ecclesiastica, la scelta cadde sulla chiesa di Santa Venera, seconda per antichità e ubicata nel centro cittadino, che venne ufficialmente designata come chiesa madre. Negli anni seguenti, questa decisione generò tensioni con le comunità della chiesa del Sacro Cuore e della chiesa di Dagala del Re, legate al ruolo centrale riconosciuto alla nuova chiesa madre.

#### Il presunto miracolo di Sant'Antonio Abate
A Bongiardo si celebrava tradizionalmente la festa di sant’Antonio Abate, la prima domenica di Quaresima. Un evento di particolare rilievo si svolse il 27 febbraio 1966. In quell’occasione si organizzò una grande festa in onore del santo. La statua di sant’Antonio, raffigurato con il tradizionale porcellino ai piedi, fu trasportata sul fercolo della Madonna del Carmine e condotta fino alla vicina frazione di Santa Venera. La statua in questione era stata donata alla parrocchia negli anni Venti del novecento. Durante quella giornata, secondo la tradizione orale tramandata dagli abitanti, si sarebbe verificato un evento ritenuto miracoloso. Una donna residente in via Leonardo da Vinci, nel territorio parrocchiale del Sacro Cuore, stava accendendo il forno a legna per cuocere il pane nel primo pomeriggio. Udito il fragore dei fuochi d'artificio che annunciavano l’uscita della processione, si affrettò nei preparativi, sapendo che il corteo religioso sarebbe passato di lì a poco. Nel tentativo di ravvivare il fuoco, versò dell’alcool nel forno e, senza fare attenzione, accese un fiammifero. Una violenta fiammata la investì in pieno, avvolgendola per un istante nelle fiamme. Spaventata, invocò ad alta voce il nome di Sant’Antonio. Secondo i testimoni, le fiamme si spensero improvvisamente e immediatamente, e la donna ne uscì miracolosamente illesa, senza riportare alcuna ustione. In segno di riconoscenza per l’accaduto, la donna e la sua famiglia decisero di donare alla parrocchia un anello d’oro, noto come "l’anello buono", che ancora oggi è conservato come ex voto.

#### L'incoronazione del venerato simulacro della Madonna del Carmine
Il 16 luglio 1974, durante il suo ultimo giorno di episcopato nell'arcidiocesi di Catania, l'arcivescovo Guido Luigi Bentivoglio compì un gesto solenne e significativo per la comunità di Bongiardo. In una cerimonia di grande valore religioso, l'arcivescovo incoronò solennemente con rito il venerato simulacro della Beata Vergine Maria del Monte Carmelo di Bongiardo. Questo atto di venerazione fu un momento di grande devozione e un riconoscimento ufficiale dell'importanza spirituale del culto mariano nella comunità locale. Il gesto di monsignor Bentivoglio fu accolto con grande partecipazione e emozione dai fedeli, che vedevano in quell'incoronazione un segno di affetto e di devozione alla Madonna del Carmelo, ma anche una testimonianza della presenza costante della Chiesa nella vita quotidiana della comunità di Bongiardo.

#### La consacrazione della chiesa alla presenza del corpo del Beato cardinale Dusmet
Il 26 agosto 1989, l'arcivescovo Luigi Bommarito consacrò solennemente la chiesa di Bongiardo, un atto di grande significato spirituale che avvenne alla presenza del venerato corpo del beato cardinale Giuseppe Benedetto Dusmet, figura di rilevanza storica per la diocesi di Catania. La cerimonia di consacrazione ebbe luogo esattamente 110 anni dopo il devastante terremoto del 1879, che aveva causato ingenti danni alla chiesa e segnato una delle fasi più difficili della sua storia.

### Il terremoto di Santa Venerina del 2002

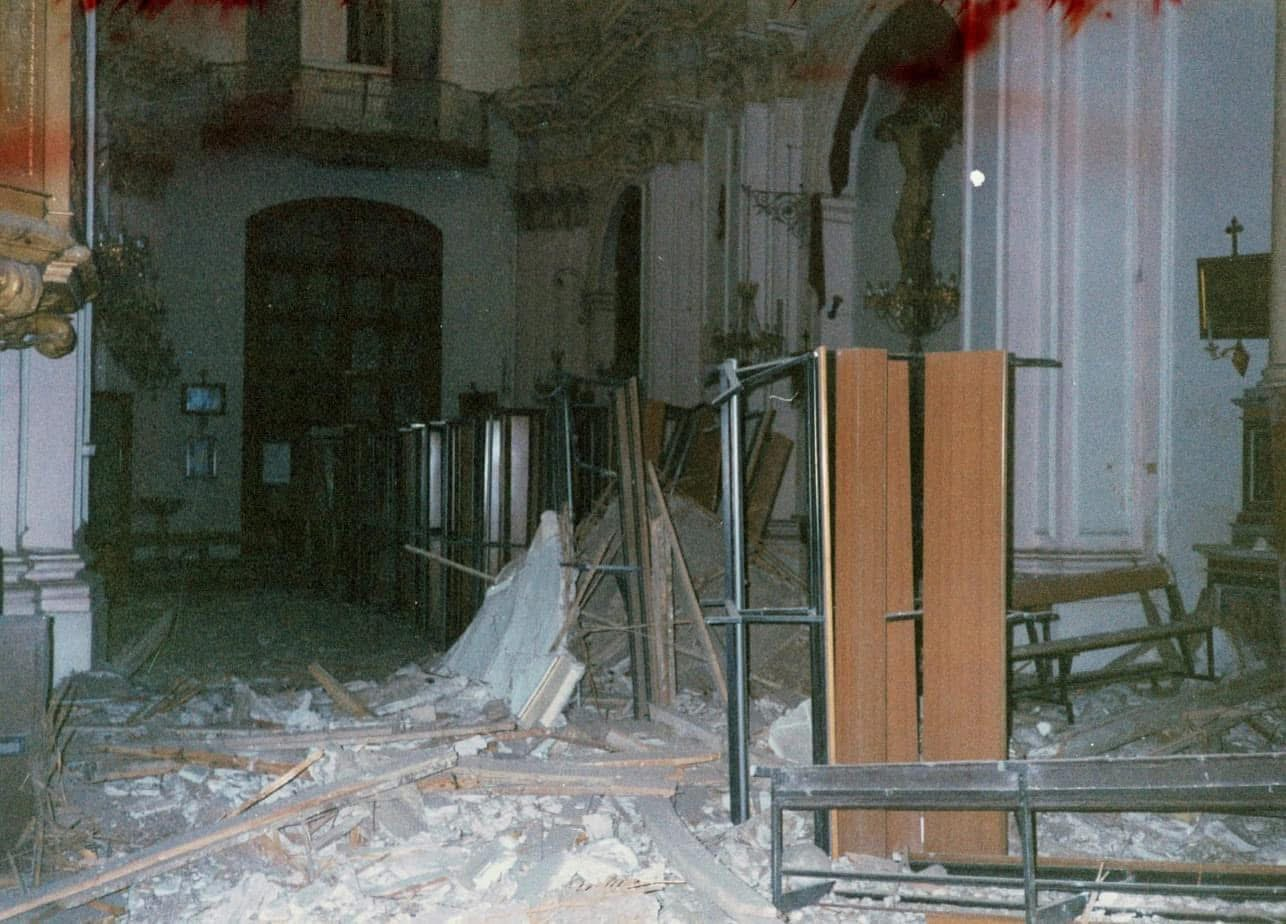
Chiesa di Bongiardo dopo il terremoto del 29 ottobre 2002

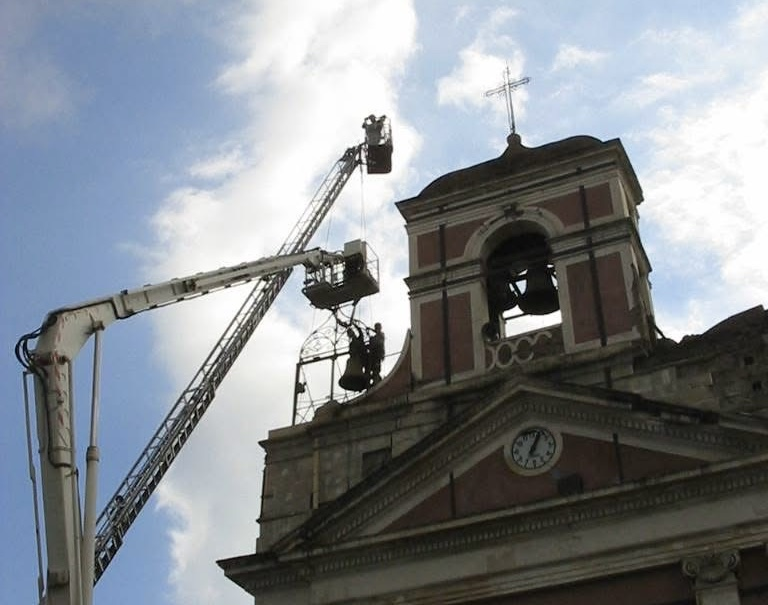
Chiesa di Bongiardo dopo il terremoto del 2002

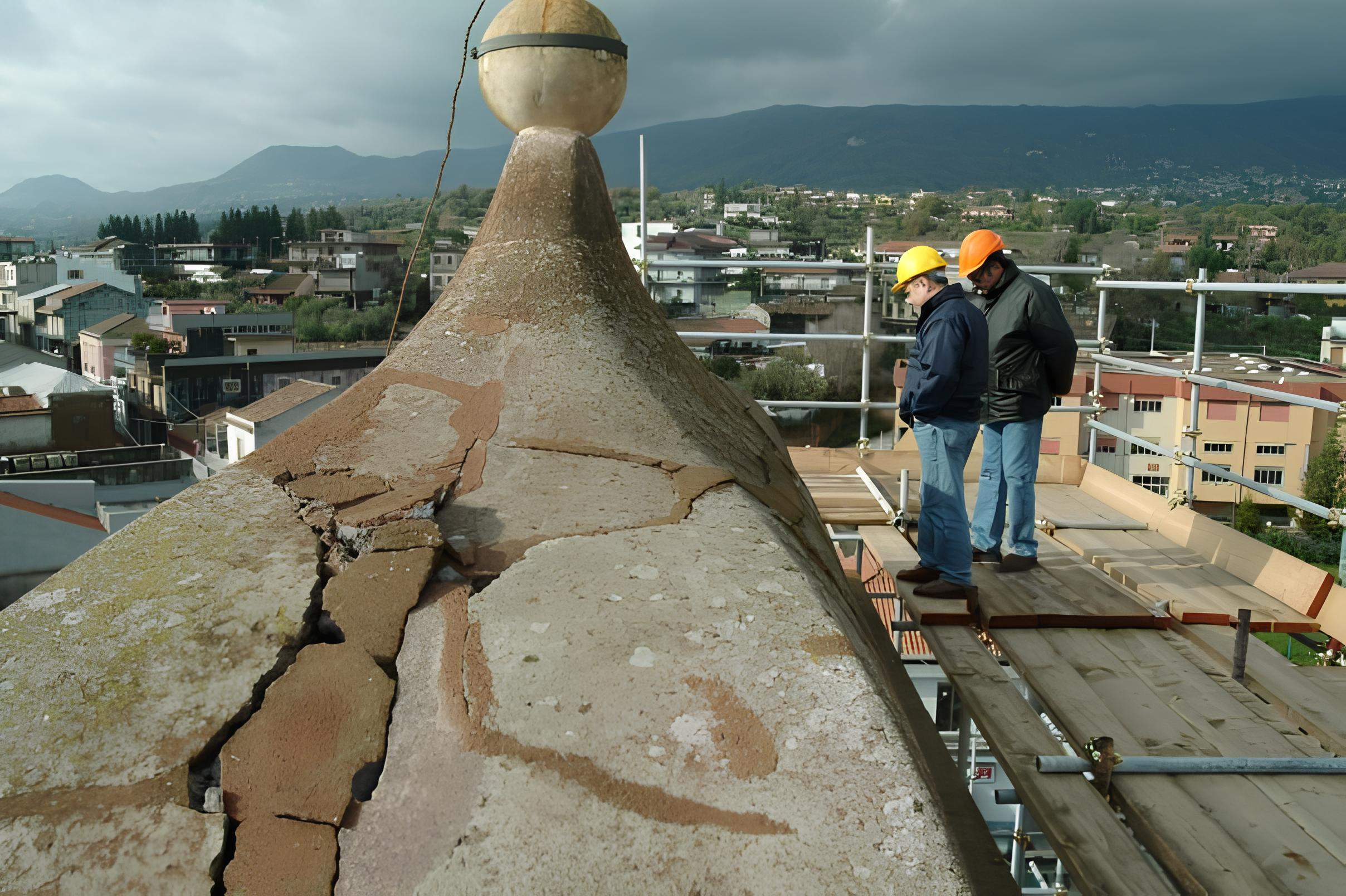
Lavori sul campanile nel novembre 2002

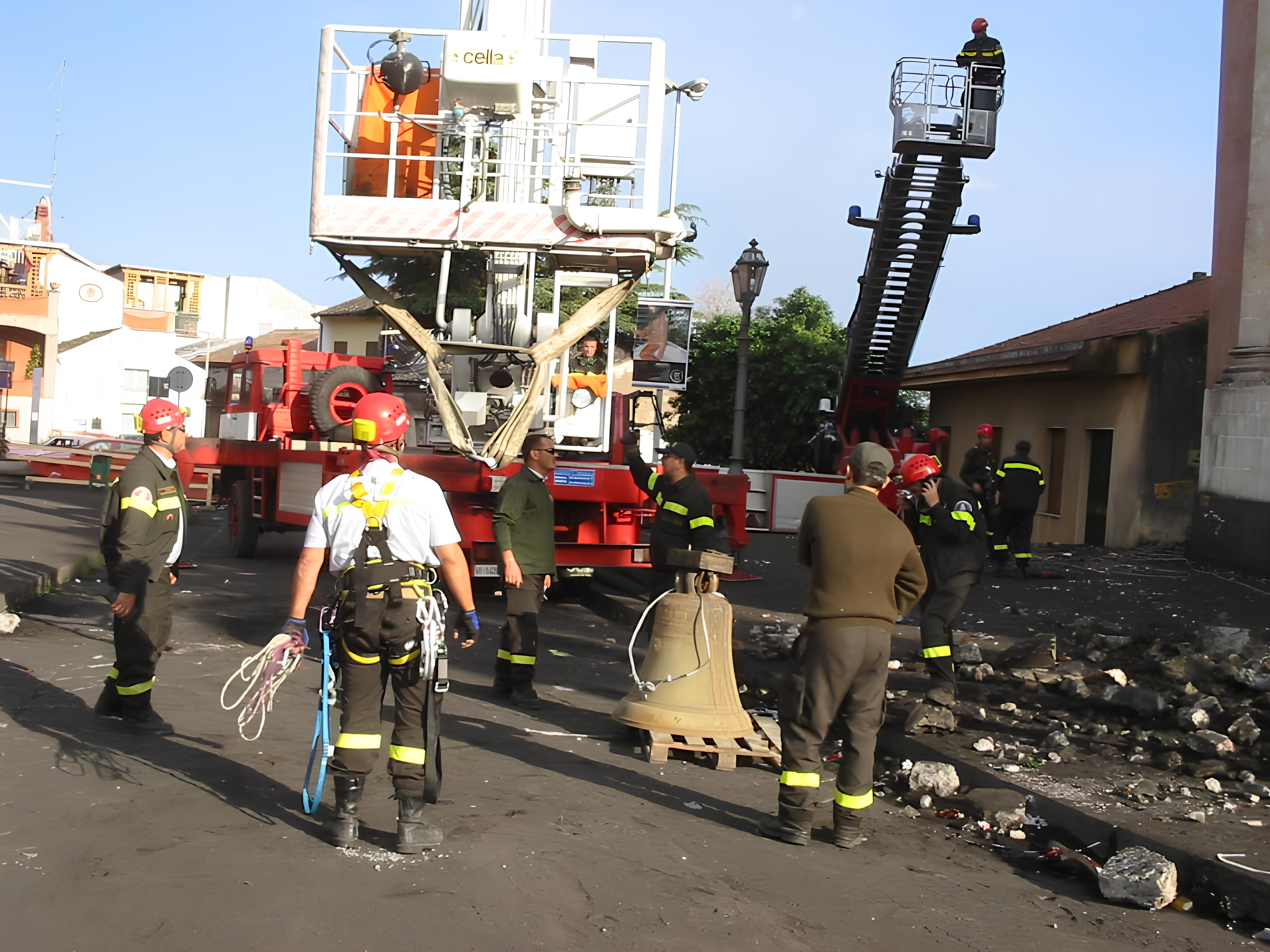
Lavori dopo il terremoto del 29 ottobre 2002

Alle 11:02 del 29 ottobre del 2002 un forte movimento sismico, valutato 4.4 della scala Richter, deformò le faglie orientali del vulcano, causando crolli e fratture nella fascia abitata che va da Acireale a Giarre, passando per Santa Venerina e Zafferana. Il terremoto era strettamente collegato all’eruzione del 2002 e al movimento del magma in uscita, ma colse la gente impreparata. Proprio per l’essersi verificato di giorno, non si registrarono gravi feriti né morti. La popolazione reagì in modo esemplare al primo disagio: ad esempio molti anziani intrappolati nelle loro vecchie case di campagna vennero soccorsi dagli stessi abitanti e vicini di casa, sul momento. Crollarono diverse abitazioni antiche, mentre le più moderne resistettero ma riportarono danni notevoli.
La chiesa di Bongiardo risultò uno degli edifici più colpiti. Pochi minuti prima della scossa principale, avvenuta alle ore 11:02, alcune donne del luogo si trovavano all'interno della chiesa per svolgere lavori di pulizia in vista delle imminenti celebrazioni religiose. Una prima scossa di minore entità, registrata circa venti minuti prima, mise in allarme le presenti, inducendole a lasciare precauzionalmente l’edificio. Questo provvidenziale abbandono consentì di evitare una tragedia, poiché durante la scossa successiva la struttura subì danni ingenti. La facciata monumentale della chiesa e la cella campanaria, elemento caratterizzante del prospetto, furono tra le parti più compromesse, mostrando evidenti lesioni e rischi di crollo.
Il giorno successivo al sisma, il 30 ottobre, un gruppo di abitanti del borgo di Bongiardo si organizzò spontaneamente per accedere all’interno e valutare i danni. Il quadro interno era critico: il controsoffitto aveva subito pesanti cedimenti, con crolli localizzati soprattutto nella zona sopra il pulpito e sopra il dipinto Riposo durante la fuga in Egitto, opera del pittore Salvatore Messina. Fortunatamente, l’abside subì danni più lievi, limitati alla caduta di frammenti di intonaco e stucchi. Coscienti dell'urgenza di salvaguardare le opere d'arte superstiti, nella stessa giornata del 30 ottobre furono rimossi e messi in sicurezza il pulpito, ormai gravemente compromesso, e l'organo.
Il 31 ottobre, i Vigili del Fuoco intervennero per il recupero delle tele settecentesche della Via Crucis, oltre che delle statue del Sacro Cuore di Gesù, di Sant'Agata e di Santa Lucia. In serata venne estratto dalla chiesa anche il settecentesco simulacro della Madonna del Carmelo, che risultava miracolosamente intatto.
Il 1º novembre 2002, il simulacro della Madonna del Carmine venne traslato in processione fino alla tendopoli allestita nella zona di Princessa, a Bongiardo, destinata ad accogliere gli sfollati. Sempre nella stessa giornata, furono prelevati e trasferiti a Fleri tutti gli oggetti rimasti all’interno della canonica parrocchiale.
Nel periodo compreso tra novembre e dicembre 2002, presero avvio i lavori di puntellamento della chiesa, necessari a mettere in sicurezza la struttura ed evitare il rischio di ulteriori cedimenti. Durante queste operazioni vennero smontate e messe in salvo le pale d'altare. Il dramma del sisma e la condizione precaria in cui versava la chiesa di Bongiardo richiamarono l’attenzione delle autorità.

Tra il 2002 e il 2003, l'allora Presidente del Consiglio, Silvio Berlusconi, durante una visita ufficiale a Santa Venerina, fece ingresso personalmente all'interno della chiesa danneggiata, assicurando pubblicamente il sostegno dello Stato alla ricostruzione dell'edificio. A giugno del 2003, un importante passo fu compiuto con la messa in sicurezza della cella campanaria, il cui precario stato destava forti preoccupazioni. 

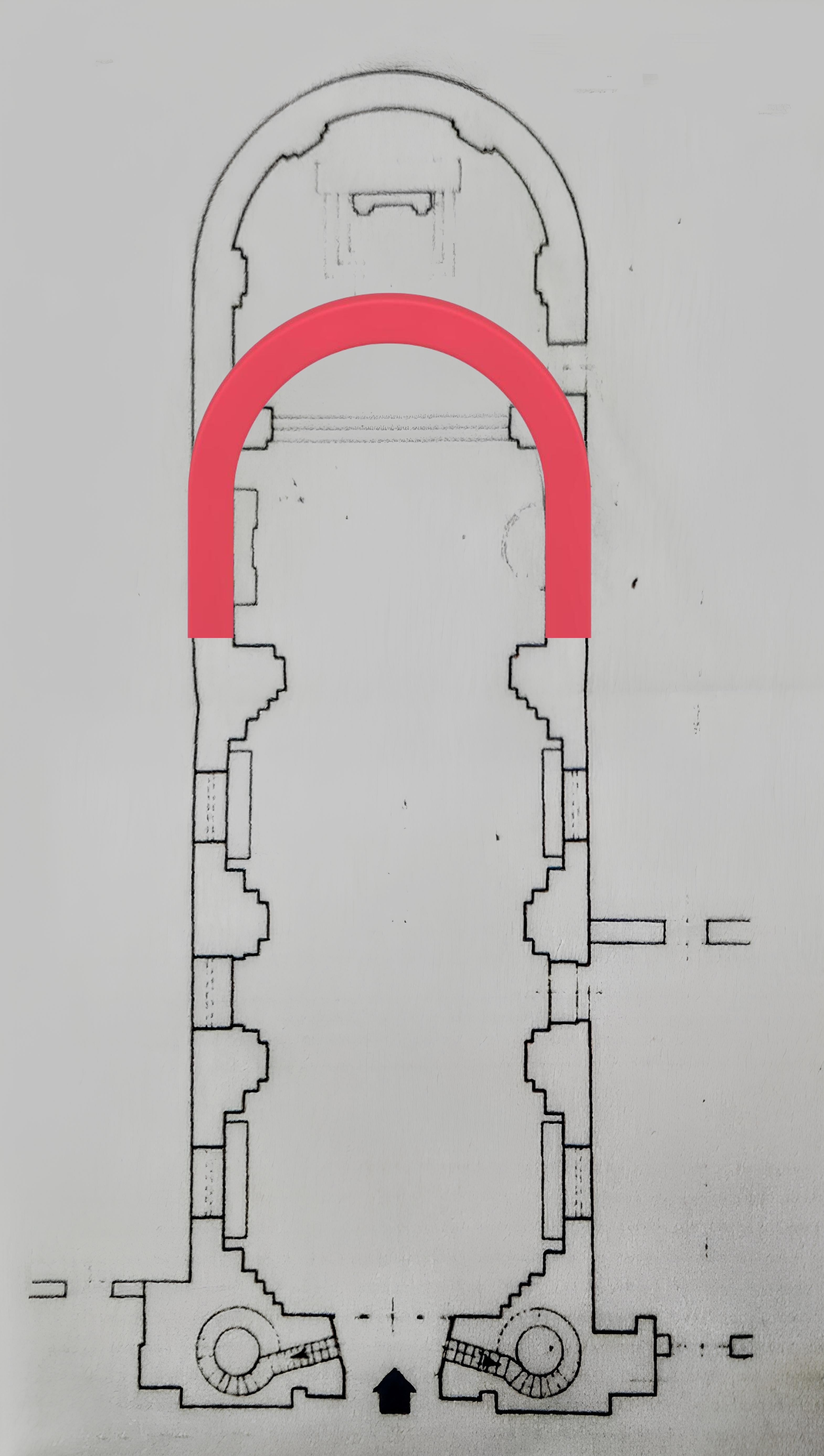
Pianta della chiesa di Bongiardo (in rosso l'abside settecentesca, poi ampliata negli anni 80 dell'Ottocento)

Dopo i primi interventi di messa in sicurezza eseguiti tra il 2002 e il 2003, la chiesa di Bongiardo cadde progressivamente nell'abbandono. Dal 2004 al 2016, infatti, non furono più intraprese opere di restauro o di manutenzione straordinaria. L'inerzia degli anni contribuì a peggiorare ulteriormente le condizioni dell’edificio, già provato dal sisma. In questo lungo periodo di stasi, i puntellamenti interni ed esterni, indispensabili per la stabilità provvisoria dell’edificio, iniziarono a cedere a causa dell’umidità e della mancanza di manutenzione. Le strutture lignee si deteriorarono lentamente, compromettendo ulteriormente la sicurezza del complesso. Inoltre, per motivi di sicurezza, fu completamente smontato il controsoffitto interno, ormai instabile e a rischio di crollo. L'abbandono della chiesa favorì anche una serie di furti che privarono l'edificio di alcune sue opere più preziose. Venne trafugata la cosiddetta "Ninfa", un grande lampadario a trentasei luci proveniente dall’antico monastero dei Benedettini di Catania, elemento di particolare pregio artistico e storico. Oltre alla Ninfa, vennero rubati tre grandi lampadari in vetro di Murano, opere di raffinata manifattura, e due lampadari colorati, antichi doni del principe di Casalotto alla chiesa di Bongiardo. A questi furti si aggiunse la sottrazione di un lampadario bianco, regalo del cavaliere Faro di Viagrande, ulteriore testimonianza dell'intreccio storico e sociale che legava la comunità locale alle famiglie nobiliari del territorio.
Nel 2012, in occasione del decennale del terremoto del 2002, la frustrazione della comunità di Bongiardo trovò un'espressione pubblica e simbolica. Sulla facciata lesionata della chiesa fu esposto un grande manifesto di denuncia rivolto alle istituzioni, accusate di aver abbandonato i fedeli e di non aver mantenuto le promesse di ricostruzione.

#### Campagna di restauro e rivelazioni storiche
Nel 2016 ebbero inizio i lavori di ristrutturazione e restauro della chiesa, ancora oggi in corso. Durante queste operazioni, che hanno coinvolto sia le strutture architettoniche sia gli elementi decorativi, vennero effettuate scoperte di grande rilevanza storica, in grado di gettare nuova luce sulle fasi costruttive e sulle trasformazioni subite dall'edificio nel corso dei secoli. In particolare, durante la demolizione della canonica annessa alla chiesa, furono rinvenuti alcuni contrafforti realizzati successivamente al terremoto del 1879, testimonianza materiale degli interventi di consolidamento messi in atto per rafforzare l’edificio dopo quell’evento sismico. Non meno significativa fu la riscoperta del collegamento tra la muratura originaria settecentesca e il prolungamento dell’abside, aggiunto proprio in seguito ai lavori di ristrutturazione del 1879, che permisero di ampliare l'area presbiterale. Tra le scoperte più suggestive vi fu il ritrovamento di un antico arco murario, in un primo momento tamponato, che probabilmente costituiva, nel periodo antecedente al 1879, la cappella primitiva dedicata alla Madonna del Carmelo. Questo elemento architettonico offre preziose indicazioni sull’organizzazione originaria degli spazi liturgici della chiesa. Infine, l'analisi delle strutture rinvenute e dei documenti storici associati ha rivelato che, alla fine del XIX secolo, era stato progettato un ambizioso ampliamento dell’edificio religioso: si prevedeva infatti l'aggiunta di due navate laterali, che avrebbero conferito alla chiesa un assetto più ampio e solenne. Questo progetto non fu mai realizzato.

## Descrizione

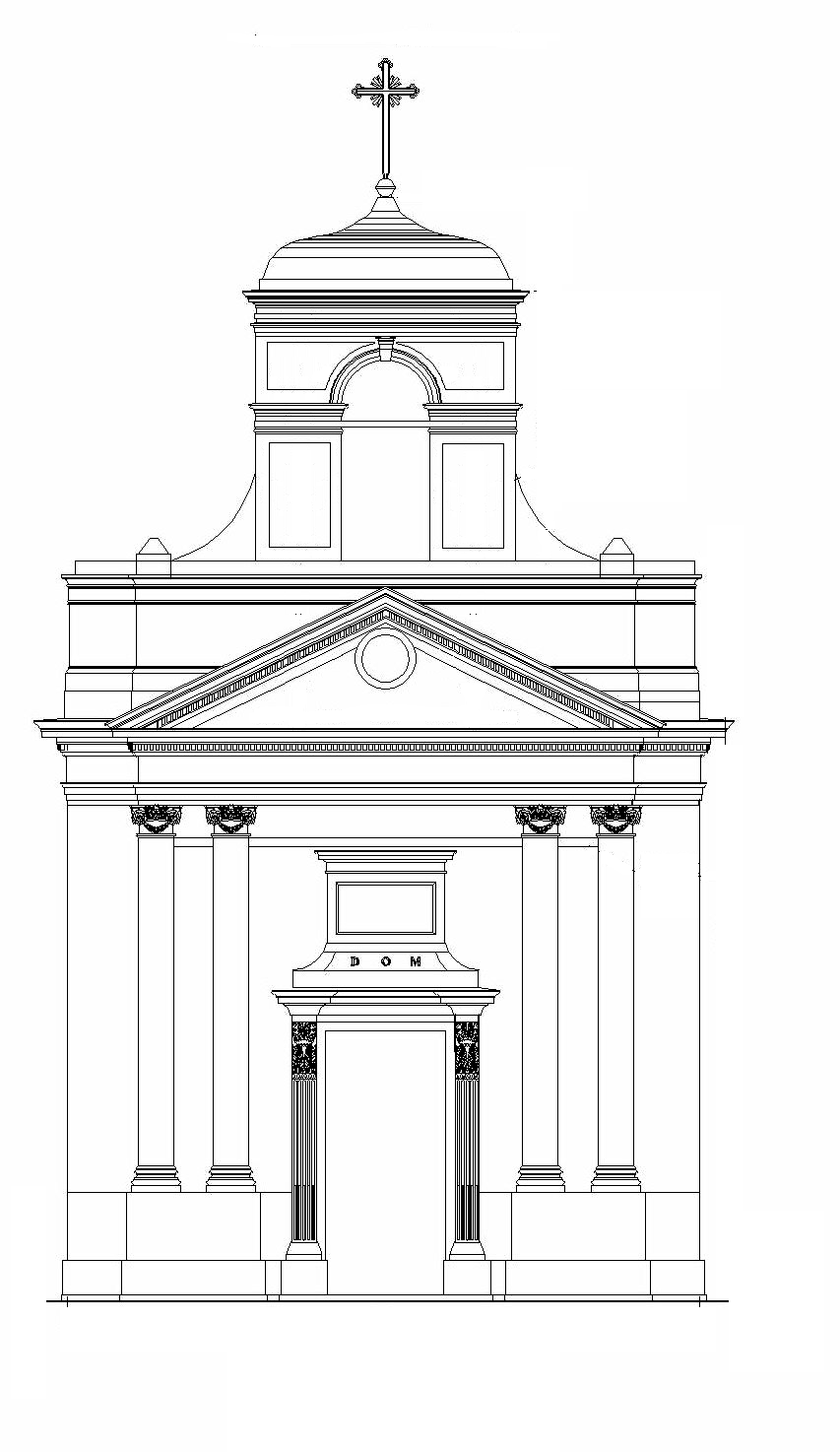
Chiesa di Maria Santissima del Carmelo e delle Anime Purganti di Bongiardo, prospetto facciata.

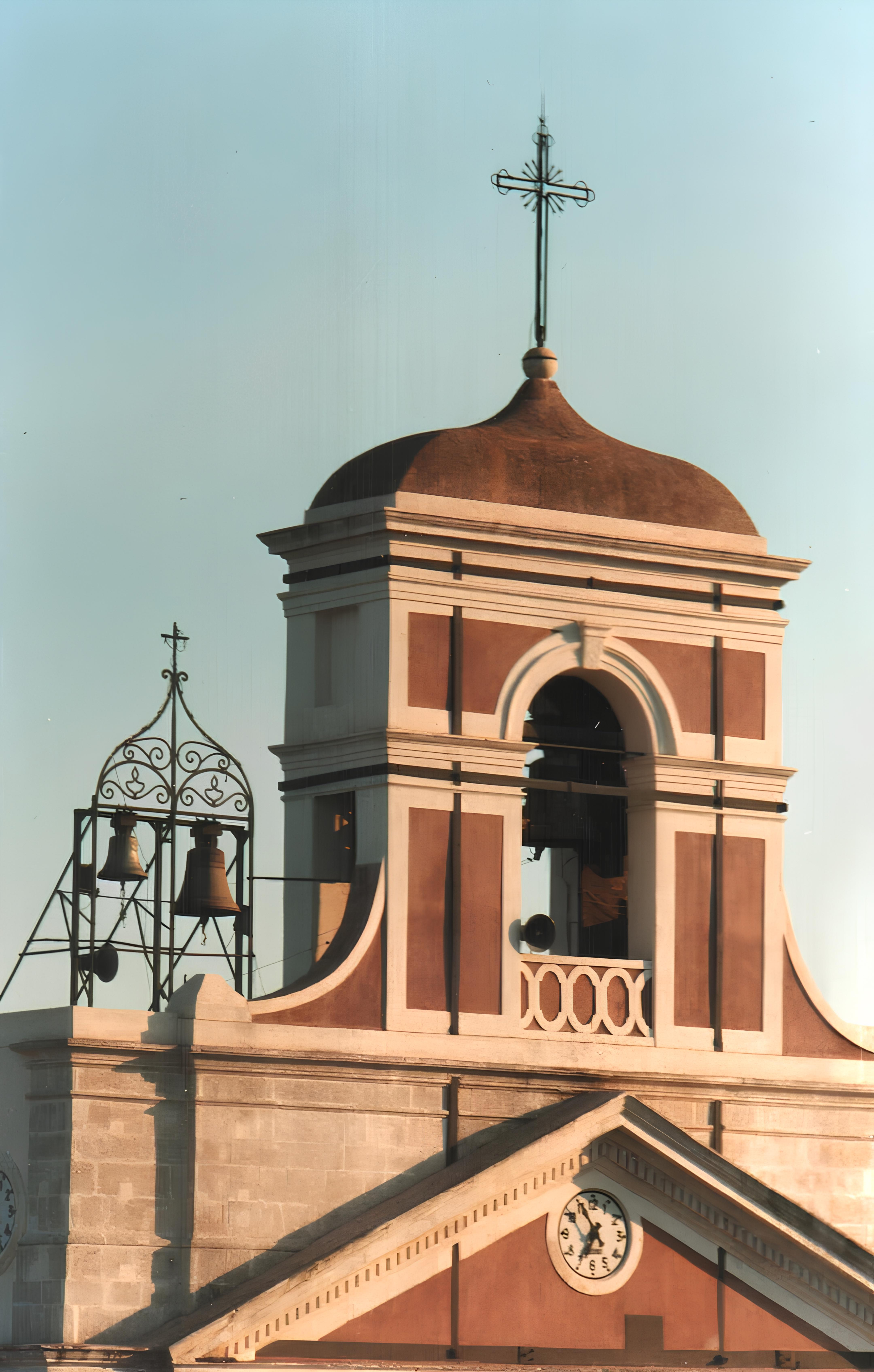
Campanile della Chiesa di Bongiardo

### Esterni
L'edificio sacro si sviluppa secondo una planimetria a navata unica, con pianta rettangolare, culminante in un presbiterio absidato, leggermente rialzato rispetto al piano dell’aula principale. Sul lato destro della chiesa si trovano annessi la casa canonica e i locali destinati alle attività parrocchiali, funzionalmente collegati all'insieme architettonico. La struttura portante dell’edificio è realizzata in pietra lavica e malta, materiali tipici dell'area etnea. Il manto di copertura, sorretto da una struttura lignea, è rivestito da tradizionali tegole di cotto, che si integrano armoniosamente con il contesto paesaggistico e architettonico circostante. La facciata, interamente rivestita in pietra bianca, si distingue per il suo sobrio ed elegante stile neoclassico. È scandita da quattro paraste di ordine corinzio, che incorniciano la superficie e sostengono un ampio frontone triangolare, conferendo all'insieme un forte senso di equilibrio e solennità. Al di sopra della fascia d'attico si erge la cella campanaria, aperta sui quattro lati, che contribuisce a slanciare verticalmente la struttura. Complessivamente, la facciata raggiunge un’altezza di circa 23–24 metri, includendo la cella campanaria. Il campanile, costruito tra il 1846 e il 1847, presenta caratteristiche che richiamano lo stile barocco, in particolare per la presenza di un elegante cupolino realizzato in "Pista" una miscela di laterizi pestati e calce, molto diffusa nelle tecniche costruttive delle maestranze ottocentesche locali. La facciata è stata oggetto di un importante intervento di restauro nel 1997, che ha restituito all’edificio l’antico splendore.

### Interni
Gli interni della chiesa si articolano in un'unica navata coperta da una volta a botte

#### Decorazioni navata e volta
L’apparato decorativo interno della chiesa si presenta particolarmente ricco e raffinato, articolando lo spazio in tre ampie campate principali, alle quali si aggiunge l’area sopraelevata del presbiterio. L’insieme architettonico e ornamentale, in perfetto stile barocco, è caratterizzato da un’abbondante presenza di stucchi in gesso che rivestono e impreziosiscono pareti, archi e volte, creando un effetto scenografico di grande impatto visivo. La maggior parte di queste decorazioni è dipinta nei toni dell’azzurro e del bianco, cromie strettamente legate alla simbologia mariana e quindi particolarmente coerenti con la dedicazione e la spiritualità dell’edificio.
Un elemento di rilievo è costituito dagli stucchi della trabeazione interna, ornati con motivi a grappoli d’uva. Secondo la tradizione, tali elementi decorativi erano in origine rivestiti in foglia oro, dettaglio che avrebbe ulteriormente esaltato la ricchezza luminosa dell’insieme.
Prima del terremoto del 2002, l’aula era coperta da una finta volta in “incannucciato” sagomata a tutto sesto, soluzione costruttiva leggera che imitava con grande realismo l’aspetto di una volta in muratura, ma senza gravare eccessivamente sulle strutture portanti. Il soffitto, decorato con motivi floreali finemente realizzati, ospitava anche numerosi simboli mariani e altre figure ornamentali di carattere devozionale o decorativo. Purtroppo, gran parte di tale apparato è andata gravemente danneggiata in seguito agli eventi sismici, comportando la perdita di una componente significativa dell’originaria bellezza artistica dell’edificio.

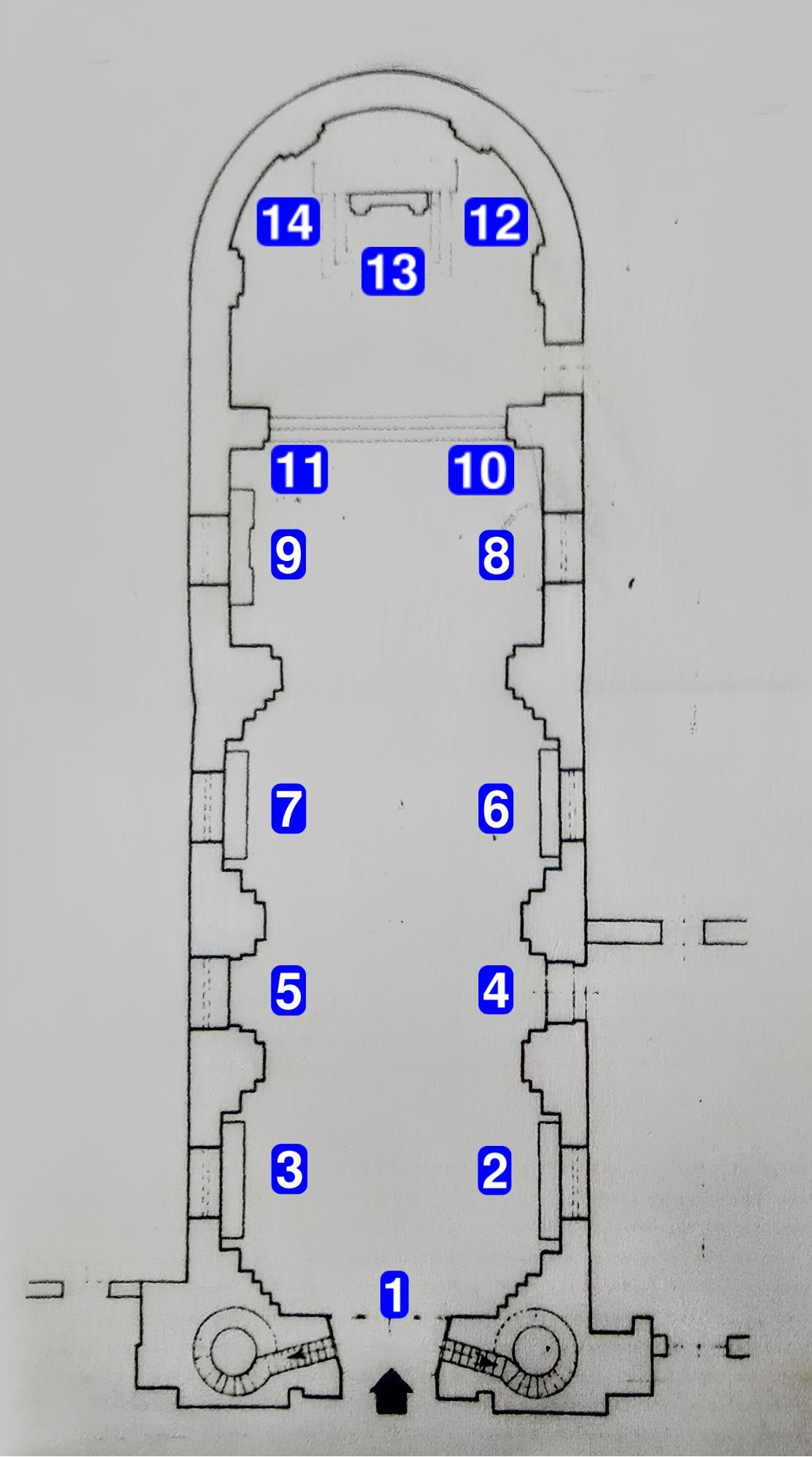

#### Pianta numerata della chiesa e tabella
| Numero | Nome                                                 | Ubicazione                   | Descrizione |
| ------ | ---------------------------------------------------- | ---------------------------- | --- |
| 1      | Portale d'ingresso e cantoria                        | Ingresso                     | All’ingresso principale dell’edificio sacro, caratterizzato da un imponente e ampio portale, si accede direttamente all’interno della struttura. Una volta varcata questa soglia, è possibile individuare le porte che conducono alle scale a chiocciola, situate nelle immediate vicinanze dell’ingresso. Queste scale consentono l’accesso alla cantoria, ovvero alla balconata sopraelevata dedicata al coro e alla musica liturgica. Nella cantoria è collocato l’organo positivo. Inoltre, le stesse scale a chiocciola offrono l’accesso alla cella campanaria dell’edificio |
| 2      | Altare di San Francesco di Paola                     | Prima campata della navata   | L’altare di San Francesco di Paola, il primo sul lato destro della navata, rappresenta uno dei cinque altari principali presenti all’interno della chiesa. Questo altare, così come tutti gli altri, è di marmo pregiato. Di particolare rilievo è la pala ospitata su questo altare, una delle due realizzate dal pittore e copista Salvatore Messina. L’opera raffigura San Francesco di Paola ed è databile alla seconda metà del XIX secolo |
| 3      | Altare di San Giuseppe                               | Prima campata della navata   | L'altare di San Giuseppe, il primo a sinistra. Su questo altare è collocata la seconda pala di Salvatore Messina, intitolata "Riposo durante la fuga in Egitto". Quest’opera, molto probabilmente coeva alla tela raffigurante San Francesco di Paola, risale alla seconda metà del XIX secolo e rappresenta un importante esempio di arte sacra dell’epoca. L'altare è in marmo pregiato |
| 4      | Fregio di San Francesco di Paola e ingresso laterale | Ingresso laterale (Navata)   | Superata la prima campata della navata, si possono osservare due ingressi distinti. Il primo è un ingresso laterale che conduce dall’esterno direttamente all’interno dell’edificio sacro; sopra di esso è posto un fregio decorativo recante la scritta “Charitas”, simbolo di carità e devozione, in particolare legato alla figura di San Francesco di Paola. Il secondo ingresso conduce a un locale parrocchiale. Sopra questa seconda entrata si trova un altro fregio, anch’esso di rilevante valore decorativo |
| 5      | Secondo fregio e ingresso laterale                   | Ingresso laterale (Navata)   | Superata la prima campata della navata, si possono osservare due ingressi distinti. Il primo è un ingresso laterale che conduce dall’esterno direttamente all’interno dell’edificio sacro; sopra di esso è posto un fregio decorativo recante la scritta “Charitas”, simbolo di carità e devozione, in particolare legato alla figura di San Francesco di Paola. Il secondo ingresso conduce a un locale parrocchiale. Sopra questa seconda entrata si trova un altro fregio, anch’esso di rilevante valore decorativo |
| 6      | Altare della Madonna del Carmelo                     | Seconda campata della navata | Il primo altare situato sul lato destro della seconda campata della navata è dedicato alla Madonna del Carmelo, patrona di Bongiardo. L'altare, anch'esso di marmo pregiato, si distingue per ospitare una delle opere d’arte più rilevanti all’interno dell’edificio sacro: la pala d’altare intitolata Madonna del Carmine con altri santi, realizzata dal pittore Francesco Vaccaro nel 1876 |
| 7      | Altare del Crocifisso                                | Seconda campata della navata | L’altare situato sul lato sinistro della seconda campata della navata è dedicato al Crocifisso maggiore ligneo, una scultura in legno di grande rilievo religioso e artistico all’interno dell’edificio sacro. Ai piedi del crocifisso, in posizione di particolare visibilità, è collocato un quadro raffigurante Maria Addolorata. L’autore e l’epoca di realizzazione di questa tela sono sconosciuti |
| 8      | Pulpito                                              | Terza campata della navata   | Il grande pulpito, collocato sul lato destro della terza campata della navata, rappresenta uno degli elementi più imponenti e decorativi dell’arredo liturgico della chiesa. Sebbene la sua datazione e il nome dell’autore rimangano sconosciuti, la qualità delle finiture e la complessità degli ornamenti suggeriscono una realizzazione in un periodo di particolare attenzione all’arte sacra e alla valorizzazione dello spazio liturgico. Fu gravemente danneggiato dal terremoto del 29 ottobre 2002 |
| 9      | Cappella del Sacro Cuore di Gesù                     | Terza campata della navata   | Nella terza campata della navata, sul lato sinistro, si apre un’imponente cappella, caratterizzata da un’elegante architettura impreziosita da colonne in stile corinzio. Al di sotto del timpano si trova un’iscrizione che riporta la frase “Discite a me”, tratta dal passo evangelico di Matteo: Discite a me quia mitis sum et humilis corde (“Imparate da me, perché sono mite e umile di cuore”), richiamo diretto all’insegnamento spirituale di Cristo. L’intera struttura è racchiusa da un timpano ad arco spezzato, riccamente decorato con un fregio raffigurante tre angeli e il simbolo del Sacro Cuore, emblema di amore e misericordia divina. Questa cappella ospitava la statua del Sacro Cuore di Gesù. |
| 10     | Cappella di Santa Lucia                              | Ingresso del presbiterio     | Ai lati dell’ingresso del presbiterio si trovano due cappelle di particolare interesse storico-artistico, pressoché identiche nella struttura architettonica e nella decorazione. In passato, esse custodivano rispettivamente le statue di Sant’Agata e di Santa Lucia, due figure di grande rilievo nel culto cristiano, venerate come sante e martiri. La disposizione simmetrica delle due cappelle contribuisce a creare un senso di equilibrio visivo e armonia compositiva nell’area presbiteriale, mentre la loro collocazione strategica, in prossimità dell’altare maggiore, ne sottolinea l’importanza liturgica e devozionale all’interno dell’edificio sacro. |
| 11     | Cappella di Sant'Agata                               | Ingresso del presbiterio     | Ai lati dell’ingresso del presbiterio si trovano due cappelle di particolare interesse storico-artistico, pressoché identiche nella struttura architettonica e nella decorazione. In passato, esse custodivano rispettivamente le statue di Sant’Agata e di Santa Lucia, due figure di grande rilievo nel culto cristiano, venerate come sante e martiri. La disposizione simmetrica delle due cappelle contribuisce a creare un senso di equilibrio visivo e armonia compositiva nell’area presbiteriale, mentre la loro collocazione strategica, in prossimità dell’altare maggiore, ne sottolinea l’importanza liturgica e devozionale all’interno dell’edificio sacro. |
| 12     | Affresco del Sacro Cuore di Maria                    | Abside                       | Nell’abside, sul lato destro rispetto all’altare maggiore, è collocato un affresco raffigurante il Sacro Cuore di Maria, la cui datazione e paternità rimangono sconosciute. L’opera, di notevole interesse devozionale, presenta caratteristiche tecniche e stilistiche molto simili a quelle dell’affresco del Sacro Cuore di Gesù, situato alla sinistra dell'altare maggiore. Secondo tale somiglianza si ritiene che entrambi gli affreschi siano stati realizzati dallo stesso autore e nello stesso periodo. |
| 13     | Altare maggiore e cappella della Madonna del Carmelo | Abside                       | Nell’abside è collocato l’altare maggiore, elemento centrale della liturgia, accompagnato dalla mensa, separata dalla struttura originaria dell’altare in seguito alle riforme introdotte dal Concilio Vaticano II, volte a favorire una celebrazione eucaristica più partecipata. Realizzato in marmo pregiato e rivestito in raro onice siciliano, l’altare unisce valore artistico e pregio materico Al di sopra di esso si innalza la cappella, in stile rococò, dedicata alla Madonna del Carmine, riccamente ornata e collocata in posizione centrale e sopraelevata rispetto al presbiterio, in modo da dominarne la prospettiva visiva. Di particolare interesse è la porta della cappella, impreziosita da un elemento iconografico peculiare: un piccolo dipinto raffigurante il simulacro della Madonna del Carmine venerato nella frazione di Bongiardo. Questa raffigurazione costituisce un legame tangibile tra il luogo di culto e la tradizione devozionale della comunità locale, testimoniando la continuità e la profondità della venerazione mariana nella zona. |
| 14     | Affresco del Sacro Cuore di Gesù                     | Abside                       | Alla sinistra dell’altare maggiore si trova l’affresco raffigurante il Sacro Cuore di Gesù, opera di autore ed epoca sconosciuti. Per caratteristiche tecniche, stile pittorico e impostazione iconografica, esso appare molto simile all’affresco del Sacro Cuore di Maria collocato sul lato destro dell’altare maggiore; tale somiglianza ha portato a ritenere che le due opere siano coeve e attribuibili al medesimo autore. |

### Descrizione dell'edificio da parte della Soprintendenza ai Beni Ambientali e Architettonici della Sicilia Orientale
"All'interno la chiesa ha pianta ad unica navata, absidata. L'unica navata è coperta con volta a botte con lunette in parte cieche e in parte finestrate. Il prospetto principale ha un unico ingresso: con portale architravato con cornicione fortemente aggettante, sorretto da mensole a ginocchio impostate in asse a due paraste scanalate che si ergono, su basamento lavico, ai lati del portale. Tale realizzazione, sormontata da una lapide dedicatoria, è inserita nel più ampio contesto della facciata in posizione centrale, tra due coppie di lesene, poste in alto basamento parzialmente lavico, con capitello di modi ionici. Ciò sostiene una massiccia trabeazione sulla quale insiste il timpano triangolare chiuso di coronamento. La cella campanaria si erge al di sopra della costruzione quasi a formare un secondo ordine: monofora, con arco a tutto sesto, coperta da una cupola a padiglione, è raccordata con corde volute al suo appoggio che è ampio quanto la parte inferiore del prospetto. I prospetti laterali (la chiesa sorge isolata) non hanno caratteristiche di particolare rilievo. Sul prospetto nord ovest si apre un portale d'ingresso laterale"

## Opere d'arte

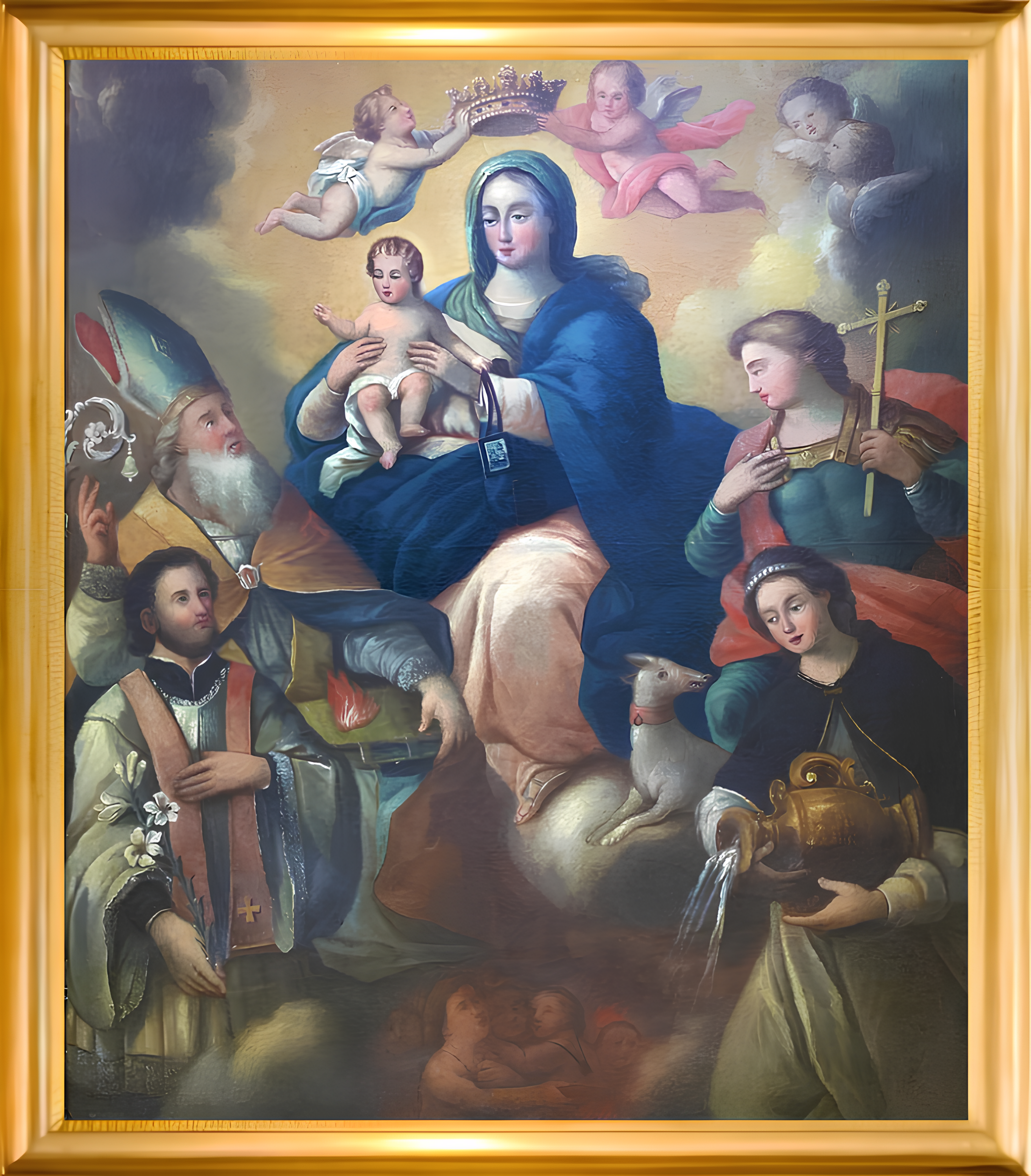
Madonna del Carmine con altri santi, quadro di epoca sconosciuta conservato nella Chiesa di Bongiardo. Posto in origine sull'altare maggiore.

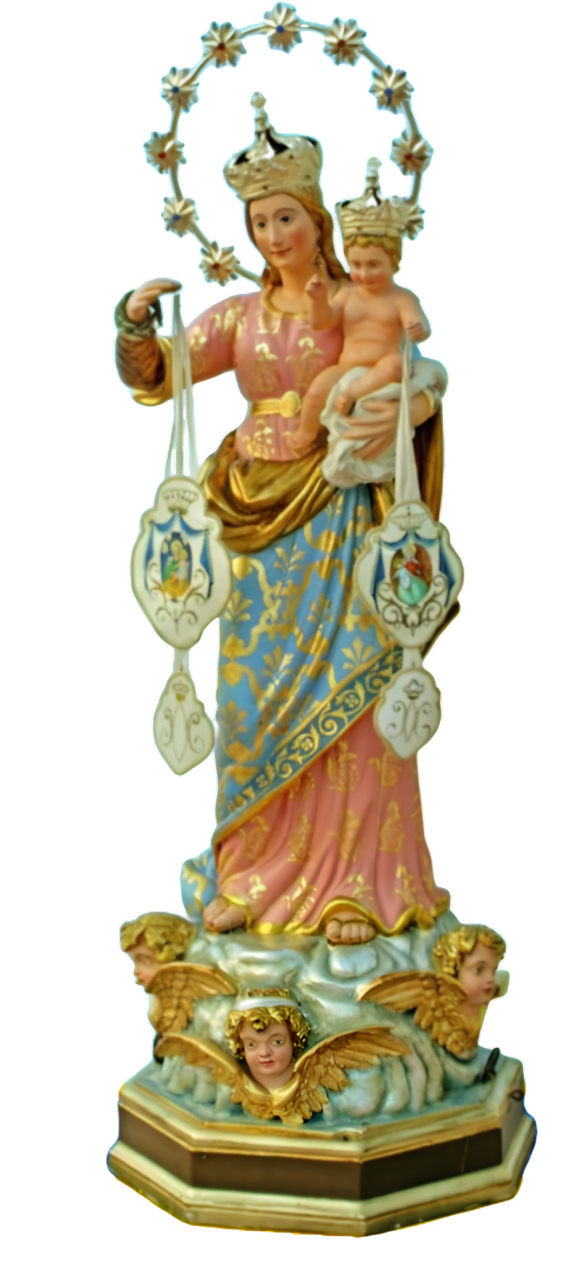
Simulacro ligneo di Maria Santissima del Carmelo, Patrona di Bongiardo (XVIII secolo)

All'interno dell'edificio si trovano le seguenti opere d'arte:

### XVII secolo

#### Statue
- Resti del simulacro di Sant'Antonio di Padova (resti della statua del XVII secolo andata distrutta. Posta, in passato, nella chiesa filiale di Sant'Antonio di Padova in Passopomo)

### XVIII secolo

#### Tele
- Madonna del Carmine con altri santi (in assenza di fonti documentate certe, si ipotizza che il quadro possa risalire al XVIII secolo)

- Via Crucis (tele del XVIII secolo)

#### Statue
- Simulacro ligneo della Madonna del Carmelo, Patrona di Bongiardo (in assenza di fonti documentate certe, si ipotizza che il simulacro possa risalire al XVIII secolo. È generalmente considerato un'opera di manifattura acese, riconducibile alla vivace tradizione artistica locale dell’epoca)
- Simulacro ligneo di San Francesco di Paola, Compatrono di Bongiardo (in assenza di fonti documentate certe, si ipotizza che il simulacro possa risalire al XVIII secolo.)

### XIX secolo
Don Zeno Maugeri nacque a Santa Venerina in un anno imprecisato del XIX secolo. La famiglia Maugeri vantava un nobile lignaggio ed era ricca di preti. Dopo l'ordinazione sacerdotale, si dedicò all'arte della pittura. In particolare, impiegò una tecnica particolarmente singolare nella sua grande tela dell'Ultima Cena, che oggi si trova nella Chiesa di Bongiardo. Le figure all'interno dell'opera vennero dipinte a grandezza naturale. Il Maugeri, probabilmente, dipinse anche la tela di San Francesco di Paola. Inoltre, don Zeno Maugeri fu il primo a introdurre l'apparecchio fotografico nel suo villaggio, dilettandosi a catturare immagini di contadini con gli abiti tradizionali all'interno delle loro case. Inoltre, ha introdotto il grammofono a rulli di cera, utilizzandolo per incidere melodie popolari e invitando gli agricoltori a unirsi al canto. In seguito, volle esplorare il mondo della chimica. Pioniere della distillazione frazionata della nafta, un processo industriale ormai raro, ne ricavò con successo la benzina. Probabilmente si spense nel suo amato luogo di nascita in un anno indefinito del XX secolo.

#### Tele
- Madonna del Carmine con altri santi (la tela, collocata sull’altare dedicato alla Patrona, è un’opera realizzata nel 1876 dal pittore Francesco Vaccaro. Si tratta di un rifacimento ottocentesco della tela seicentesca. La scena raffigura la Madonna del Carmine in gloria e circondata da quattro santi: San Simone Stock, Santa Teresa d’Avila, grande mistica spagnola; Sant’Antonio Abate e San Mauro, divenuto nuovo patrono di Viagrande in sostituzione di San Vito, la cui venerazione declinò progressivamente a partire dalla metà del XVII secolo. La composizione riflette i canoni devozionali e pittorici dell’epoca. Nel dipinto sono raffigurati diversi angeli putti alati. Uno di questi regge con entrambe le mani un grande scudo ovale dorato, inclinato verso il basso, che occupa gran parte della sua figura. Sulla superficie dello scudo è incisa la scritta latina: "Ecce signum salutis, salus in periculis", frase che la Beata Vergine del Carmelo disse a San Simone Stock il 16 luglio 1251[29])
- San Francesco di Paola (la tela, risalente alla seconda metà del XIX secolo, è opera del pittore e copista Salvatore Messina, noto per la sua attività di riproduzione di celebri dipinti sacri. È collocata sull’altare dedicato a San Francesco di Paola. L’opera raffigura uno dei miracoli del Santo e si presenta come una fedele copia di un dipinto del celebre artista neoclassico romano Vincenzo Camuccini. L’originale è custodito nella basilica di San Francesco di Paola a Napoli. Pur trattandosi di una riproduzione, la tela si distingue per l’accuratezza esecutiva e per la sensibilità interpretativa con cui Messina rielabora la composizione camucciniana, mantenendone intatta la forza narrativa e la solennità scenica)
- Riposo durante la fuga in Egitto (la tela, realizzata nella seconda metà del XIX secolo da Salvatore Messina, si trova sull’altare dedicato a San Giuseppe ed è copia dell'opera del pittore romano Lorenzo Gramiccia. Quest'ultima, a sua volta, è una riproduzione di un dipinto di scuola fiamminga. L'originale di Gramiccia è conservato nella chiesa di San Giuseppe ad Aci Catena)
- San Francesco di Paola (tela ad olio che fonti orali attribuiscono a don Zeno Maugeri, fine XIX secolo. L'autore si ispirò alla statua di San Francesco di Paola, di Giovanni Battista Maini, posta nella navata centrale della Basilica di San Pietro in Vaticano)
- Ultima Cena (tela dipinta da don Zeno Maugeri, risalente tra la fine del XIX e gli inizi del XX secolo)
- Tela della Sacra Famiglia (autore ed epoca sconosciuta)[non chiaro]

#### Statue
- Statua del Bambinello (opera del 1807 di Ignazio Castorina Ganzirri, artista acese)[30]
- Crocifisso ligneo minore (opera del 1805 di Ignazio Castorina Ganzirri)
- Statua in cartapesta di San Biagio (fine del XIX secolo)

### XX secolo

#### Statue
- Statua di Santa Teresa del Bambin Gesù (inizi del XX secolo)
- Statua di Sant'Agata (manifatturata dalla ditta Rosa, Zanazio e C. in un arco di tempo che va dal XIX secolo al 1924, data in cui l'impresa si sciolse e cambiò nome[31]. La chiesa possedeva inoltre un'altra statua in cera che riproduceva fedelmente, per dimensioni e fattezze, il busto reliquiario di Catania, compresa una fedele riproduzione dei gioielli[32])
- Statua di Santa Lucia (manifatturata dalla ditta Rosa, Zanazio e C., XIX-XX secolo)
- Coppia di angeli (manifatturata dalla Società Anonima Rosa, Zanazio e C. in un arco di tempo che va dal 1925, data in cui la ditta cambiò nome, agli anni '50 del novecento)

### Epoca sconosciuta

#### Tele
- Maria Addolorata (tela ad olio, autore sconosciuto)
- Quadro di San Biagio

#### Affreschi
- Due affreschi nelle pareti dell'Abside, alla destra e alla sinistra dell'altare maggiore

#### Statue
- Statua di Maria Addolorata
- Statua di Maria Bambina
- Statua di Sant'Antonio Abate (donata alla parrocchia negli anni 20 del '900)
- Statua del Sacro Cuore di Gesù
- Statua del Cristo Risorto
- Statua di Santa Rita
- Statua di San Giuseppe
- Statua di Francesco d'Assisi
- Crocifisso ligneo maggiore (epoca sconosciuta)
- Presepe con personaggi ad altezza naturale

### Altre opere d'arte
- Cinque altari di marmo pregiato. L'altare maggiore ha il coronamento di Onice siciliano[5][33][34][35]

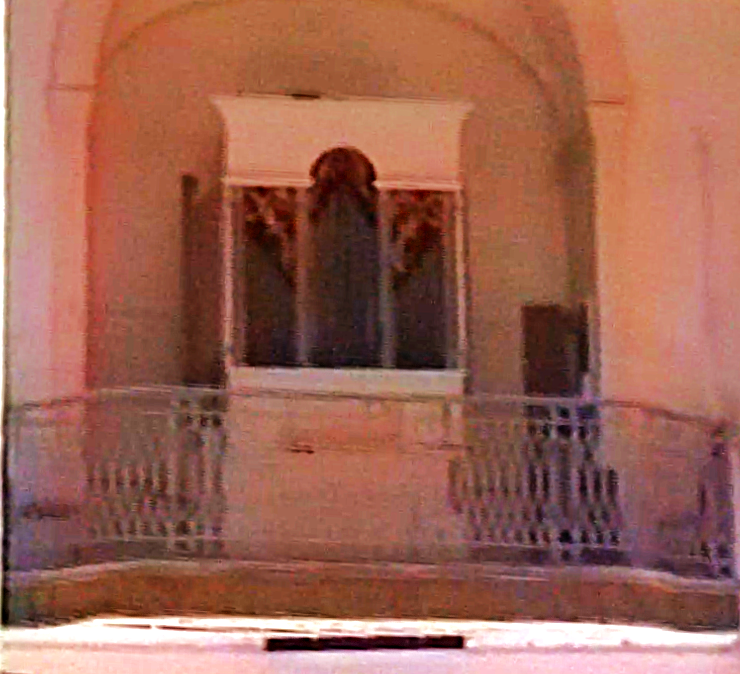
Cantoria e organo positivo della chiesa di Bongiardo (foto anni 90)

- Pulpito (epoca sconosciuta)

#### L'organo positivo
L’organo positivo della chiesa di Bongiardo rappresenta un raro e significativo esempio di organo storico a canne conservato in ambito sacro, di particolare interesse organologico, artistico e documentario.
Lo strumento è un organo positivo a sviluppo verticale, realizzato nel 1841 da un costruttore ignoto. Nonostante la datazione ottocentesca della cassa e della struttura meccanica, l’organo si distingue per la presenza di materiale fonico di epoca anteriore, risalente con ogni probabilità ai secoli XVIII o XVII. Le canne sono considerate di reimpiego e testimoniano una prassi non comune di integrazione di elementi antichi in strumenti successivi. Questa particolare caratteristica rende lo strumento un raro caso di compresenza stratificata di elementi sonori di differenti periodi storici, fatto che accresce sensibilmente il suo valore sia come oggetto musicale sia come documento storico della tradizione organaria siciliana. Il riutilizzo consapevole di canne di secoli precedenti denota un'attenzione filologica e una volontà di continuità timbrica non sempre riscontrabile negli strumenti coevi, soprattutto in contesti rurali o di committenza minore.
L’organo è collocato nella cantoria in controfacciata, secondo una disposizione tipica delle chiese dell’Italia meridionale. È dotato di trasmissione meccanica e presenta una tastiera unica, con consolle a finestra, in linea con le consuetudini costruttive dell’epoca.
A causa dell’attuale inagibilità dell’edificio sacro, non è stato finora possibile effettuare un rilevamento tecnico dettagliato dello strumento. La disposizione fonica, così come l’estensione della tastiera e la presenza di eventuali registri accessori, non sono attualmente note.
L’organo della chiesa di Bongiardo costituisce, nel suo complesso, un esemplare raro e prezioso nel panorama degli strumenti a canne della Sicilia orientale, e testimonia in modo eloquente la complessa vicenda storica e sonora degli strumenti sacri.

## Importanza culturale e religiosa

### Rilevanza storica e urbanistica
La chiesa di Maria Santissima del Carmelo e delle Anime Purganti riveste un ruolo di particolare rilievo nella storia religiosa e urbana del territorio di Santa Venerina. Oltre a essere uno degli edifici sacri più antichi dell’attuale comune, essa ha rappresentato per secoli un punto di riferimento centrale nella vita spirituale e civile della popolazione locale.
La presenza della chiesa contribuì in maniera significativa all’ampliamento dell’insediamento originario di Branciardo (oggi Bongiardo), influenzando direttamente l'espansione del tessuto urbano circostante e formando l'attuale centro storico. Attorno ad essa si sviluppò progressivamente un nucleo abitativo stabile, che segnò una fase importante di crescita demografica e di consolidamento dell’identità comunitaria del borgo.
Successivamente, con la costruzione, negli anni successivi, della chiesetta di Santa Venera, ebbe inizio un nuovo processo di aggregazione urbanistica, con la fusione di Bongiardo e del nuovo quartiere Santa Venera, che poi dette il nome all'attuale Comune. Tale edificio religioso, sebbene inizialmente di dimensioni modeste, fu più volte ampliato e rimaneggiato nel corso dei decenni, contribuendo alla formazione di un nuovo polo religioso e sociale.
Questo sviluppo culminò nel 1888, anno in cui venne aperta al culto la monumentale chiesa del Sacro Cuore di Gesù. La nuova chiesa sancì simbolicamente il completamento del processo di riorganizzazione urbana e della formazione dei principali quartieri del paese.
La chiesa di Bongiardo conserva tuttavia un ruolo storico e affettivo di grande importanza per la comunità, in quanto prima chiesa del centro storico e testimone delle origini dello sviluppo urbano di Santa Venerina.

### Feste religiose
La struttura, destinata a sorreggere la statua del santo patrono durante le processioni religiose, è sostenuta da colonne binate scanalate appartenenti all’ordine corinzio. I capitelli sono finemente intagliati e decorati con motivi vegetali dorati, tra cui spiccano foglie d’acanto e festoni floreali, elementi tipici del repertorio barocco. L’intera architettura del fercolo richiama esplicitamente il linguaggio classico, reinterpretato attraverso l’estetica teatrale e fastosa propria del barocchetto siciliano. L’utilizzo abbondante del foglio d’oro esalta l’effetto scenografico e spirituale del manufatto.
La parte superiore del fercolo è ornata da quattro fregi in rilievo, ciascuno collocato su uno dei lati principali della struttura. Sul lato anteriore è presente un monogramma mariano, simbolo della devozione alla Vergine Maria; sul lato posteriore compare la parola Charitas, emblema della spiritualità e della missione caritatevole di San Francesco di Paola. Sul lato est si trova un bassorilievo raffigurante l’Etna, elemento iconico e identitario del territorio, mentre sul lato ovest sono scolpiti due abitini, simboli della devozione alla Madonna del Carmelo.
Originariamente, la sommità della vara era sormontata da quattro angeli che reggevano una [[corona (copricapo)|]]. Tuttavia, nel 1938 queste figure furono rimosse a causa dell’eccessiva altezza dell’insieme, che rendeva difficile la movimentazione del fercolo durante le processioni. Gli angeli furono successivamente venduti, e attualmente si conserva solo una parte della corona originaria.
Per stile, proporzioni e decorazioni, la vara di Bongiardo presenta notevoli somiglianze con quella di San Paolo di Solarino, tanto da essere considerata un’opera gemella.

#### Festa della Madonna del Carmelo (16 luglio, domenica successiva e ottava)
Il quartiere di Bongiardo celebra con profonda devozione la propria patrona, la Madonna del Carmelo, attraverso un ricco programma di festeggiamenti che si articolano in più giornate e coinvolgono l’intera comunità. Le celebrazioni costituiscono un momento centrale della vita religiosa e culturale del borgo, fondendo elementi liturgici, devozionali e tradizioni popolari tramandate nel tempo.
A partire dal 2002, anno in cui la chiesa parrocchiale è stata dichiarata inagibile, le celebrazioni religiose e civili si sono temporaneamente spostate in sedi alternative. In particolare, si sono svolte presso l’oratorio parrocchiale e, fino al 2014, anche in una struttura provvisoria comunemente nota come "chiesa-tenda", allestita per garantire la continuità del culto e della vita parrocchiale.
I festeggiamenti prendono ufficialmente avvio il 16 luglio, giorno in cui ricorre la memoria liturgica della Beata Vergine Maria del Monte Carmelo. In tale data si tiene il rito della tradizionale "svelata" del simulacro della Patrona, un momento atteso e carico di significato spirituale, che segna l’inizio delle celebrazioni pubbliche.
Il culmine delle feste si ha la domenica successiva al 16 luglio, dedicata alla cosiddetta festa esterna, durante la quale si svolge la processione solenne per le vie del paese. Dopo la Santa Messa serale, viene eseguita la tradizionale "Cantata" in onore della Vergine, composta e intonata dai devoti del luogo, che vi riconoscono un importante elemento identitario e spirituale, poi il simulacro della Madonna, sul fercolo ottocentesco, lascia l’oratorio tra il fragore dei fuochi d’artificio e il festoso lancio di carte multicolori, accompagnata da un folto corteo di fedeli. Un momento particolarmente suggestivo della processione è rappresentato da "a calata di l’Angilu", durante il quale una statuetta di un angelo, calata dall’alto mediante un apposito sistema, depone simbolicamente dei fiori alla Patrona, rievocando la protezione celeste e la devozione del popolo. La processione si conclude infine con il rientro del simulacro nell’oratorio parrocchiale.
La domenica successiva alla festa esterna si celebra l'"ottava", che segna la conclusione ufficiale dei festeggiamenti. Anche questo momento è carico di significati religiosi e rappresenta un’ulteriore occasione per esprimere la devozione alla Madonna del Carmelo, con celebrazioni liturgiche e riti conclusivi partecipati da tutta la comunità.

##### La storica festa del 1945
Uno dei festeggiamenti più memorabili in onore della Madonna del Carmelo fu nel 1945, al termine della Seconda guerra mondiale. In quell’anno, la festa assunse un significato particolarmente solenne e partecipato, rappresentando per la comunità di Bongiardo un momento di rinascita collettiva e di gratitudine per il ritorno dei giovani soldati dal fronte. Fu definita dai testimoni dell’epoca come una vera e propria "festa grande", non solo per l’intensità del sentimento religioso, ma anche per la straordinaria partecipazione popolare.
La piazza del paese era gremita, tanto che numerose persone furono costrette ad arrampicarsi persino sui pilastri della ringhiera delle scuole pur di riuscire ad assistere al passaggio del simulacro. In segno di ringraziamento e per estendere la benedizione della Patrona, la processione toccò anche il quartiere di Dagala del Re, evento eccezionale che fu accompagnato da spettacolari fuochi d’artificio in ogni quartiere attraversato, descritti dalle cronache e dalla memoria popolare come senza precedenti per ricchezza e bellezza.
L’eccezionalità della festa del 1945 lasciò un segno profondo nella tradizione locale, tanto che, a partire da quell’anno, si stabilì l’usanza di far giungere la processione della Madonna del Carmelo a Dagala del Re ogni vent'anni.

#### Festa di San Francesco di Paola (ultima domenica di aprile)
Per oltre due secoli, la festa di San Francesco di Paola ha rappresentato una delle ricorrenze religiose più sentite dalla comunità di Bongiardo, seconda per importanza soltanto alla solennità della Madonna del Carmelo, patrona del quartiere. A partire dagli anni Settanta del Novecento, tuttavia, la festività ha cominciato a registrare un progressivo e costante declino, dovuto a diversi fattori. Dopo un periodo di sporadica celebrazione, la festa fu organizzata solo in alcune occasioni significative, come nel 2009 e nel 2010, anni in cui si tentò di mantenere vivo il culto attraverso cerimonie religiose e momenti di aggregazione popolare. Tuttavia, successivamente anche queste celebrazioni vennero sospese, segnando una nuova interruzione della tradizione. Solo nel 2024, dopo quattordici anni di assenza, la comunità ha deciso di riprendere ufficialmente i festeggiamenti esterni in onore del Santo, restituendo così vitalità a un culto che aveva rappresentato a lungo un importante elemento dell'identità religiosa locale.
Le celebrazioni si aprono con un solenne triduo di preparazione liturgica, durante il quale si svolgono messe, preghiere e riflessioni dedicate alla figura di San Francesco di Paola. La domenica successiva, tradizionalmente l’ultima di aprile, si celebra la Santa Messa solenne, seguita dalla processione del simulacro del Santo per le vie del quartiere.
Uno degli elementi più significativi del rinnovato rito è la presenza di una reliquia di San Francesco di Paola, che accompagna il simulacro durante la processione e viene venerata dai fedeli. Al termine del corteo religioso, si tiene infatti il tradizionale e toccante rito del “bacio della reliquia”, durante il quale i partecipanti possono accostarsi per esprimere la propria devozione attraverso un gesto di profonda intimità spirituale.

### Riferimenti letterari
Nella narrazione contemporanea Pietre sante. Le figlie dell’Etna, romanzo dello scrittore Marcello Proietto, la chiesa di Bongiardo assume un ruolo di primo piano. In questa opera, il luogo sacro non è soltanto uno sfondo, ma diventa uno snodo fondamentale dello sviluppo narrativo e simbolico, fungendo da crocevia per i destini dei personaggi e riflettendo la dimensione spirituale e comunitaria della vita locale. La chiesa si configura dunque come uno spazio narrativo denso di significati, capace di veicolare tanto la tradizione religiosa quanto le tensioni culturali e umane che attraversano il romanzo.
L’edificio sacro è oggetto di citazione anche in documenti ufficiali e testi di carattere storico e memorialistico. In particolare, la chiesa viene menzionata nei Bollettini del Regio Comitato Geologico del 1879 e del 1914, testimonianza del suo rilievo non solo religioso ma anche topografico e geologico, in quanto punto di riferimento nel territorio circostante.
Un'ulteriore menzione si trova nel libro Viaggio di una vita di Andrea Vecchio, testo a carattere autobiografico e memoriale.

### Tradizione musicale carmelitana a Bongiardo
All’interno della vita religiosa della chiesa di Maria Santissima del Carmelo e delle Anime Purganti di Bongiardo, la musica sacra e le composizioni devozionali hanno storicamente rivestito un ruolo di particolare rilievo. In occasione della festa della Madonna del Carmelo, celebrata annualmente nel mese di luglio, è consuetudine eseguire brani liturgici e paraliturgici, alcuni dei quali composti espressamente per le celebrazioni locali. Queste esecuzioni musicali accompagnano le liturgie solenni e le processioni esterne, contribuendo a creare un clima di intensa partecipazione spirituale e comunitaria.

#### La Cantata a Maria Santissima del Carmelo
La Cantata a Maria Santissima del Carmelo è una composizione musicale popolare eseguita annualmente in occasione della festa cittadina, che si celebra la domenica successiva al 16 luglio. Fu composta dal maestro Salvatore Nicolosi Sciuto, rinomato musicista e compositore siciliano. L'opera venne commissionata nel 1934 da monsignor Giovanni Maugeri, allora personalità ecclesiastica di rilievo, con l’intento di onorare la memoria del proprio fratello, don Luciano Maugeri, primo parroco della Chiesa di Bongiardo. Oltre alla commissione, monsignor Giovanni Maugeri consegnò a Nicolosi Sciuto anche un testo poetico composto diversi anni prima proprio da don Luciano, con l’intento che venisse messo in musica. Questo componimento, di carattere devozionale, costituì la base lirica su cui Nicolosi Sciuto strutturò la Cantata. Originariamente concepita come composizione per organo, la Cantata fu completata da Nicolosi Sciuto verso la fine degli anni Trenta. Tuttavia, il progetto di orchestrarla per banda musicale fu interrotto a causa dello scoppio della Seconda Guerra Mondiale, che rese impossibile la prosecuzione dell’elaborazione strumentale e ne sospese momentaneamente la diffusione. La prima esecuzione pubblica della Cantata avvenne tra il 21 e il 22 luglio 1945, in occasione dei solenni festeggiamenti in onore della Beata Vergine del Carmelo. In quel contesto, i soldati locali rientrati dal fronte desiderarono rendere omaggio alla Madonna, simbolo di protezione e speranza durante gli anni bellici. Fu in tale circostanza che l'opera fu eseguita per la prima volta da una formazione bandistica, nella fattispecie dalla Banda musicale di Aci Sant'Antonio. 
Per diversi decenni, la Cantata fu ritenuta quasi perduta, poiché le partiture originali risultavano irreperibili. Soltanto nel 1989, grazie a un paziente e meticoloso lavoro di ricostruzione filologica non basata su fonti scritte, compiuto dal maestro Salvatore Musumeci, fu possibile recuperare e ripristinare l’opera nella sua forma originaria.
È, quasi certamente, una delle cantate più rilevanti del territorio etneo, per valore musicale, storico e identitario.

##### Struttura
La struttura della cantata è articolata in tre movimenti distinti: un Inno iniziale, caratterizzato da toni solenni e di lode; una Preghiera centrale, di natura contemplativa e meditativa; e una Cabaletta finale, più vivace e ritmata, che conclude l’esecuzione celebrando la devozione alla Madonna del Carmelo. Questa suddivisione riflette la tipica forma della cantata sacra popolare, integrando elementi musicali e lirici che ne sottolineano il valore liturgico e culturale.

###### Inno
L’Inno si apre con un’introduzione strumentale della durata di circa due minuti, concepita per predisporre l’ascoltatore al contesto liturgico e devozionale della composizione. Questa sezione, priva di parte cantata, presenta un andamento solenne e cadenzato, con una funzione preparatoria sia dal punto di vista musicale sia emotivo. Al termine dell’introduzione, il coro esegue le strofe del brano, dando inizio alla sezione vocale dell’Inno:
Successivamente, l’esecuzione vocale viene momentaneamente sospesa per lasciare spazio a un intermezzo strumentale, che occupa una posizione centrale all’interno della struttura dell’Inno. In questa sezione, la componente musicale assume un ruolo predominante, permettendo agli strumenti di sviluppare liberamente il tema melodico introdotto in precedenza o di introdurne uno nuovo, spesso con funzione di raccordo tra le strofe. Poi il coro esegue per la seconda volta la strofe.
La sezione si conclude con la ripetizione del verso finale, che il coro intona per quattro volte consecutive, con intensità crescente. Questa progressione vocale, sostenuta dall’accompagnamento strumentale, dona al movimento un senso di compiutezza e solennità, chiudendo l’Inno in maniera enfatica e raccolta. Tale conclusione riflette una tradizione esecutiva tipica dei canti devozionali locali, in cui l’ultima frase musicale assume un valore simbolico di invocazione finale e di passaggio al movimento successivo.

###### Preghiera
La Preghiera, secondo movimento della cantata, si apre con un’introduzione strumentale, il cui andamento lento e contemplativo contribuisce a delineare un’atmosfera di raccoglimento e intimità. Tale introduzione prepara l’ingresso:

###### Cabaletta
La Cabaletta, terzo e ultimo movimento della cantata, si apre con un’introduzione strumentale dal carattere vivace e trionfale. Questo ingresso, marcato da un ritmo sostenuto e da un’intensità crescente, segna un netto cambio di atmosfera rispetto ai movimenti precedenti, annunciando la conclusione festosa della composizione. Al termine della sezione introduttiva, interviene il coro, che intona la prima strofa del testo con energia e slancio, in accordo con il tono celebrativo della cabaletta:
Poi il coro continua intonando:
Gli ultimi due versi della seconda strofa vengono ripetuti due volte. L'ultima strofa viene ripetuta quattro volte:
Gli ultimi due versi vengono ripetuti tre volte, con intensità crescente, chiudendo la cantata vivacemente.
Negli ultimi anni è stata osservata una certa somiglianza, sia sotto il profilo musicale che strutturale, tra questa composizione e la Cantata in onore della nostra concittadina Sant’Agata, composta dallo stesso Nicolosi Sciuto nel 1920.

#### O Regina del Santo Carmelo
O Regina del Santo Carmelo è un inno, realizzato da autore anonimo negli anni successivi al terremoto del 1879, che si inserisce nel contesto della rinascita religiosa e sociale che seguì l’evento sismico, particolarmente sentito nelle comunità dell’area etnea. Secondo la tradizione orale e l’analisi del testo, una parte dell’opera sarebbe stata composta in onore del Cardinale Giuseppe Benedetto Dusmet, noto per il suo impegno nel ricostruire la chiesa di Bongiardo dopo la calamità. Questo omaggio emerge con evidenza nella quarta strofa, in cui si legge il verso: «qui pervenne il cardinale, dolce balsamo d’amor», espressione che sottolinea il ruolo consolatorio e paterno del porporato agli occhi della popolazione.
La composizione viene tradizionalmente eseguita durante la chiusura dei festeggiamenti in onore della Madonna del Carmelo, momento liturgico e devozionale particolarmente sentito dalla comunità locale. L’esecuzione dell'inno in questa fase conclusiva delle celebrazioni ne rafforza il significato spirituale e collettivo, fungendo da atto finale di affidamento e gratitudine.

#### Salve Regina del Carmelo
(Salve Regina del Carmelo, prima e ultima strofa)
"Salve Regina del Carmelo" è una composizione devozionale in lingua siciliana, di autore anonimo e di datazione incerta, anche se è, con ogni probabilità, una composizione anteriore alla fondazione stessa della Chiesa di Bongiardo, il che ne conferma l'antichità e il radicamento nel tessuto culturale e devozionale locale. La sua origine, collocabile in un periodo precedente alla costruzione dell’edificio sacro, testimonia la presenza di una venerazione mariana già viva e consolidata nella comunità. Questa antica invocazione, dedicata alla Beata Vergine del Carmelo, si configura pertanto come una delle espressioni musicali e religiose più longeve del territorio etneo, tramandata, in origine, oralmente e praticata in forma liturgica o popolare ben prima dell’istituzionalizzazione del culto nella forma parrocchiale. La melodia che accompagna questa "Salve Regina" bongiardese è considerata un unicum a livello mondiale per lingua, forma e funzione: pur condividendo il testo, con lievi variazioni, con molte versioni tradizionali dell’antifona mariana, la linea melodica che la contraddistingue non ha riscontri documentati in altri repertori liturgici noti. 
Il testo, interamente in dialetto siciliano, è costituito da otto strofe di quattro versi ciascuna, per un totale di trentadue versi. La linea melodica della Salve Regina Carmelitana si distingue per la sua sobrietà e linearità espressiva, tratti che riflettono le sue antiche origini e il contesto popolare e devozionale in cui è verosimilmente nata. La melodia, di struttura semplice ma intensa, è interamente ripetuta a ogni strofa del testo, secondo uno schema modulare che favorisce la memorizzazione e la partecipazione collettiva. La "Salve Regina del Carmelo" si distingue come espressione autentica della devozione popolare siciliana. Non si tratta infatti di una semplice traduzione di testi liturgici tradizionali, ma di una creazione originale, pensata appositamente per la comunità bongiardese, che vi si riconosce come parte viva di una tradizione condivisa. Tradizionalmente, la "Salve Regina del Carmelo" viene eseguita in un momento particolarmente solenne della festa della Madonna del Carmelo, che si celebra il 16 luglio. In particolare, il canto precede le Litanie Pastorali, nella cerimonia della tradizionale "svelata". La composizione rappresenta un esempio significativo di religiosità popolare, in cui si fondono devozione mariana, espressione identitaria locale e tradizione linguistica.

## Galleria d'immagini

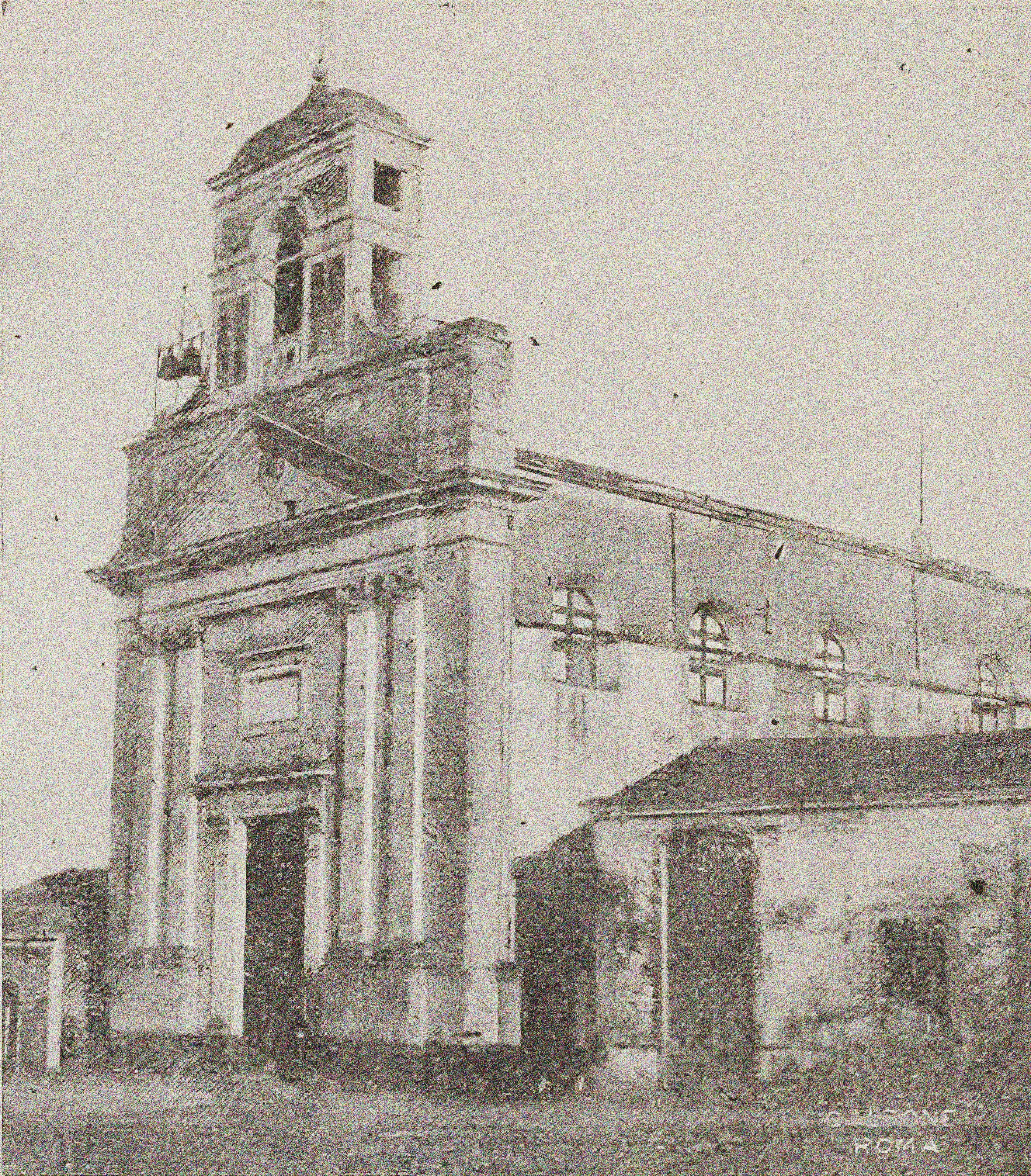
Chiesa di Bongiardo nel 1914
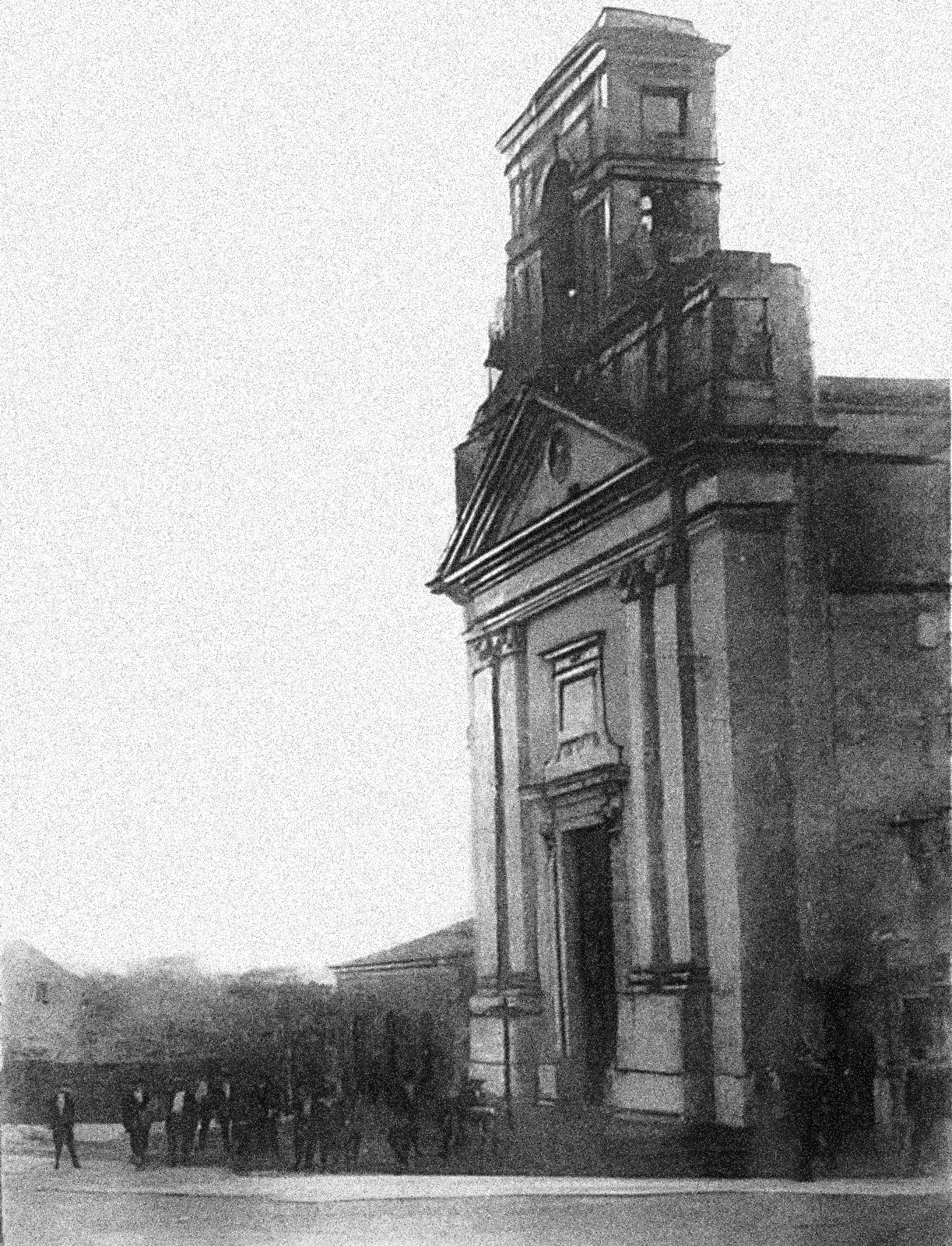
Chiesa di Bongiardo negli anni 30 del novecento
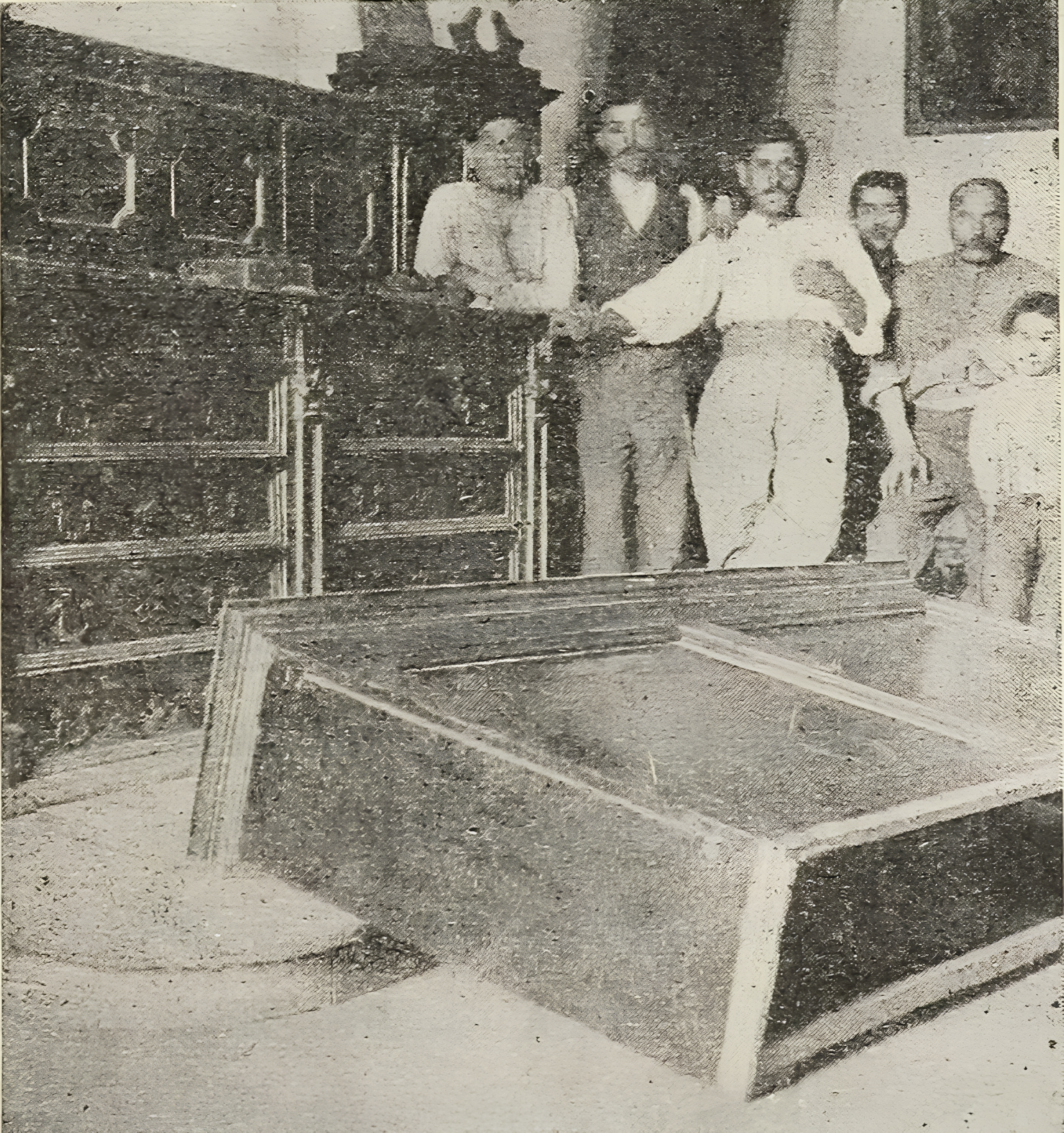
L'armadio della sacrestia della chiesa di Bongiardo nella posizione in cui fu rinvenuto dopo il terremoto dell'8 maggio 1914
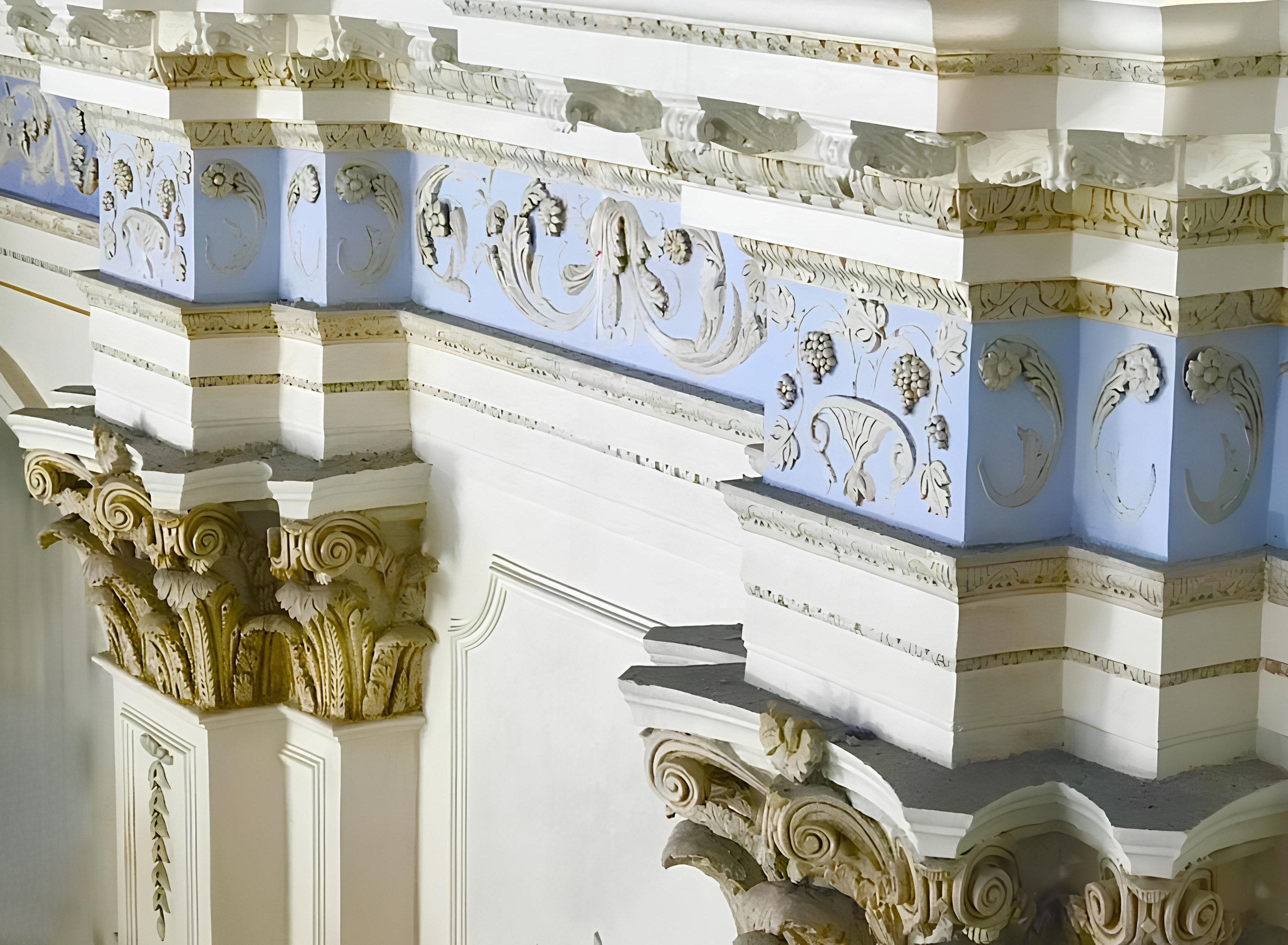
Particolare degli stucchi in gesso decorati della trabeazione interna
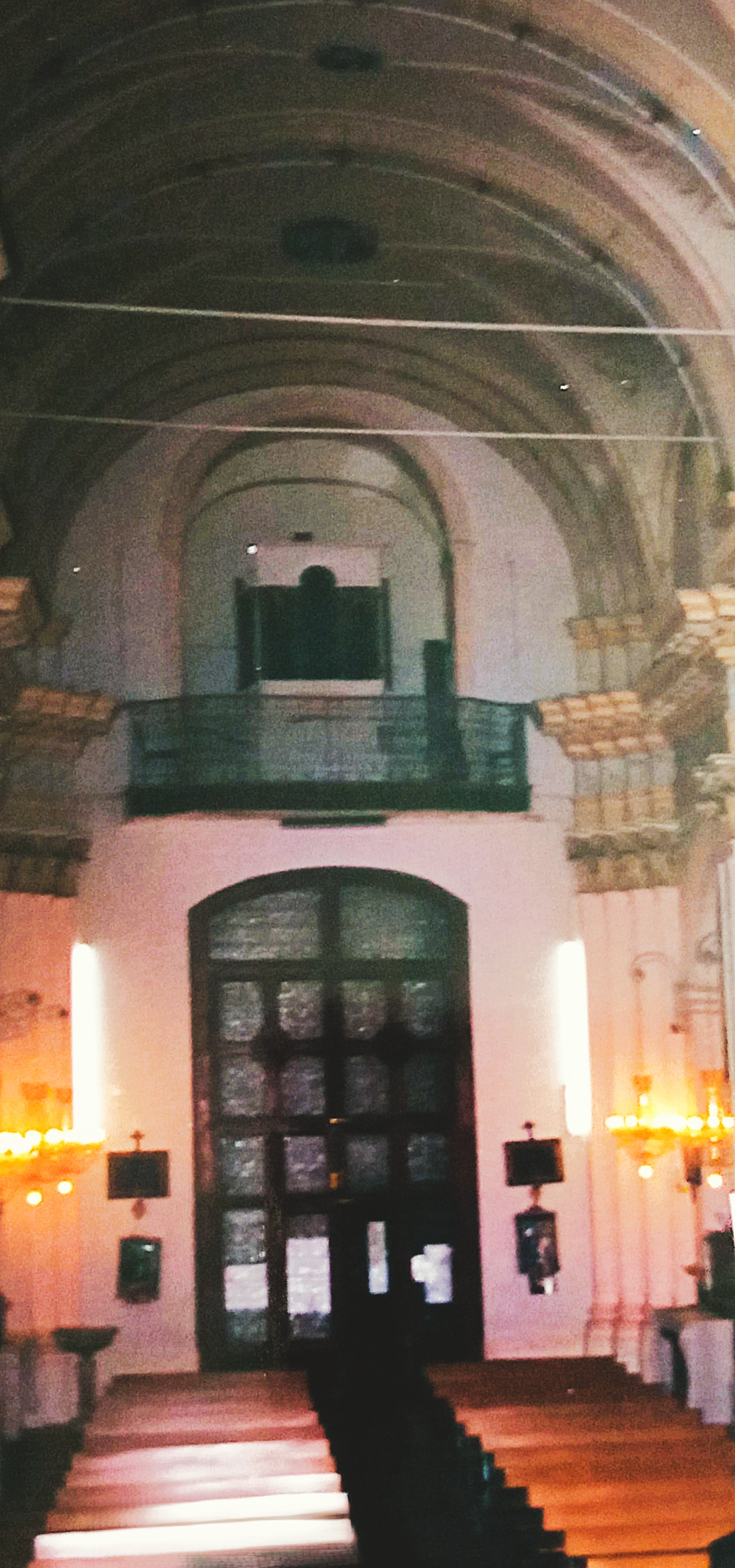
Navata della chiesa di Bongiardo in una foto degli anni '90
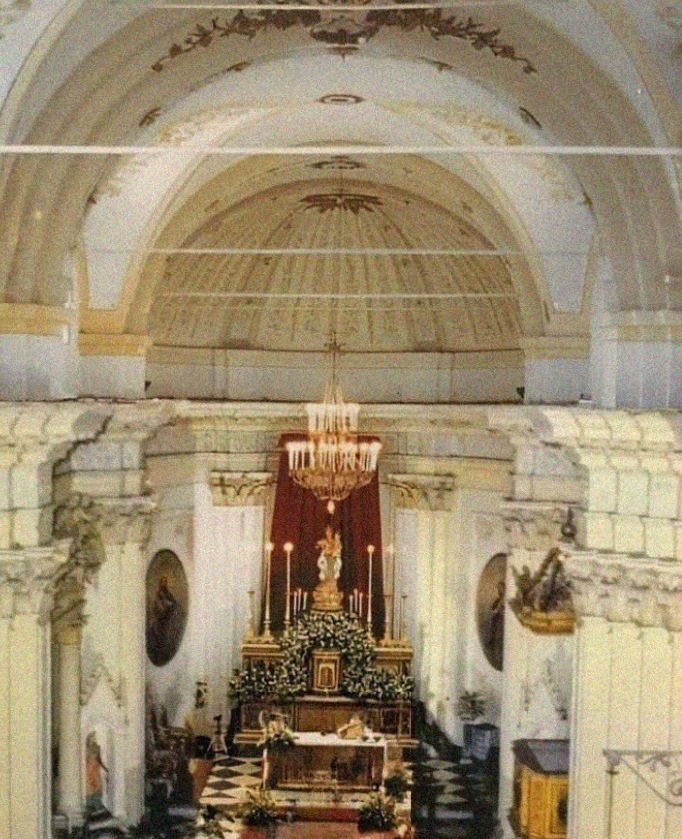
Navata della chiesa di Bongiardo in una foto degli anni '90
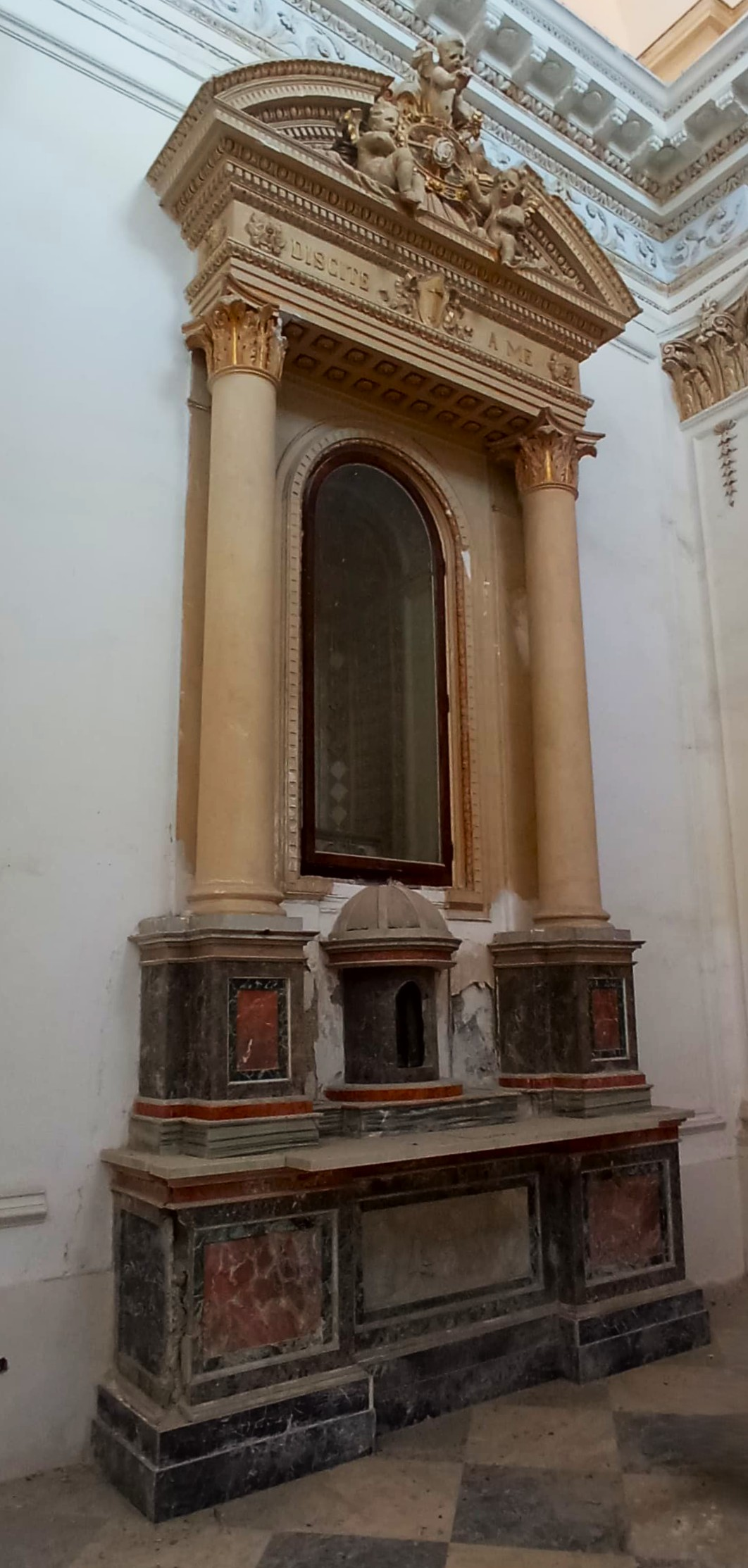
Cappella del Sacro Cuore di Gesù dopo il terremoto del 2002 (chiesa di Bongiardo)
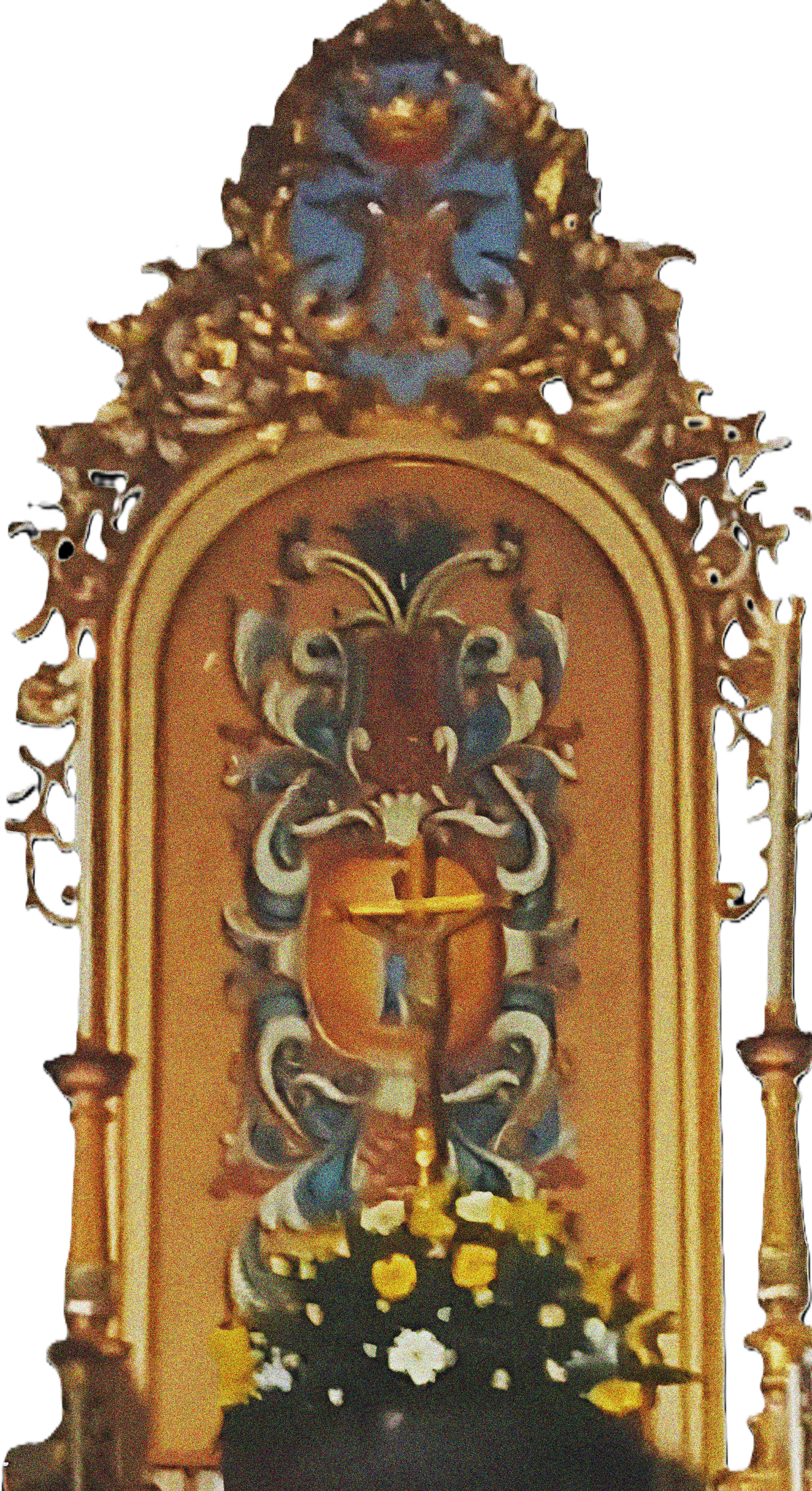
Cappella della Madonna del Carmelo in una foto degli anni '90
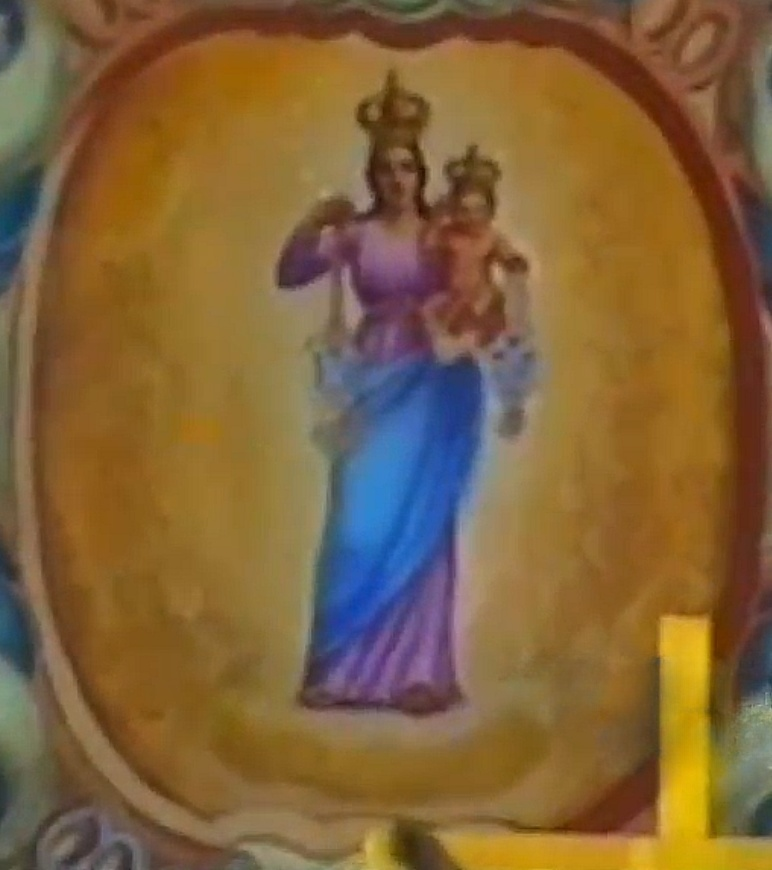
Particolare della cappella della Madonna del Carmine, chiesa di Maria Santissima del Carmelo e delle Anime Purganti
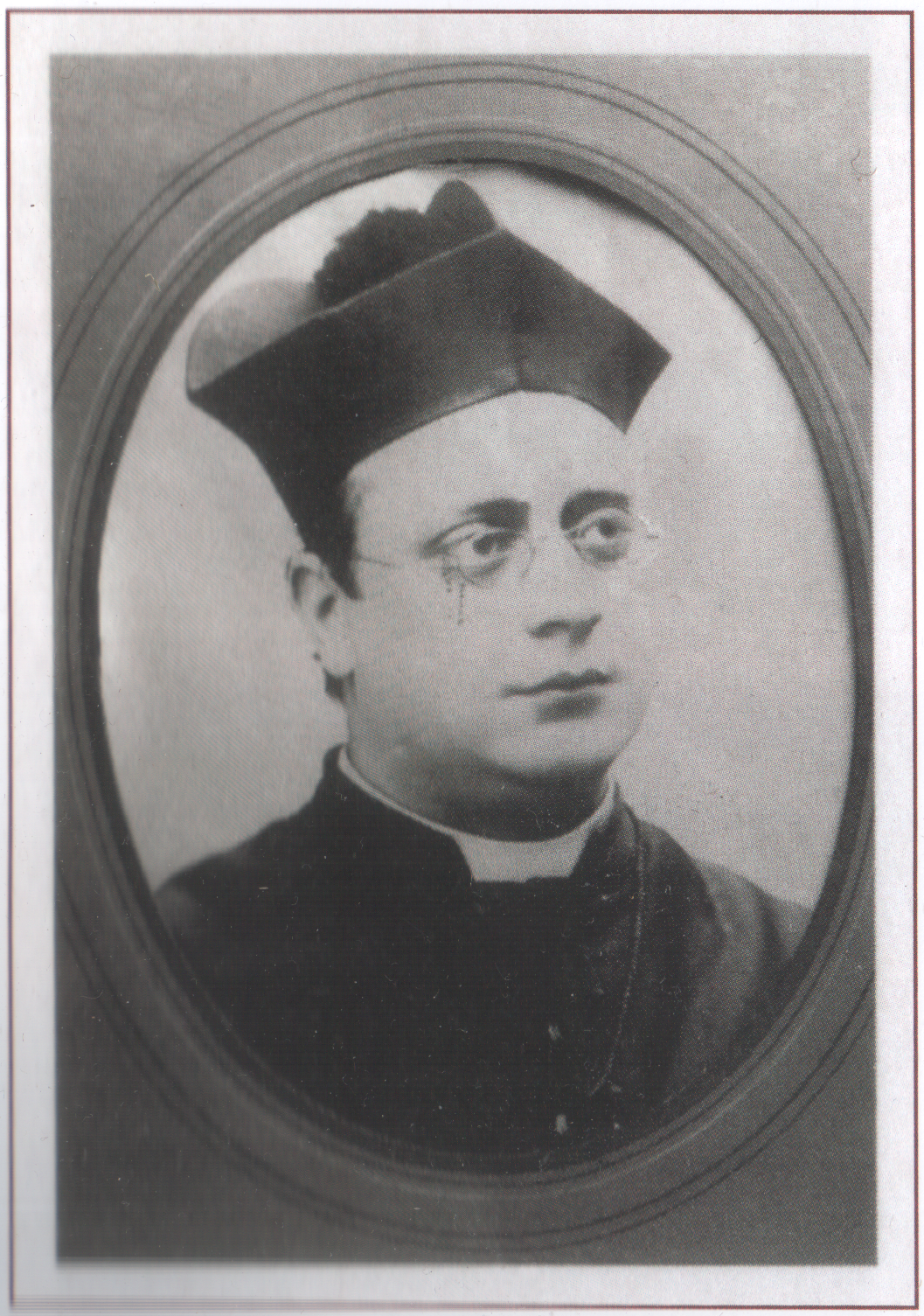
Il professor Don Salvatore Franco, architetto ed inventore che vinse la medaglia d'oro alla Esposizione Universale di Parigi del 1900, si occupò della ristrutturazione della chiesa nel 1894
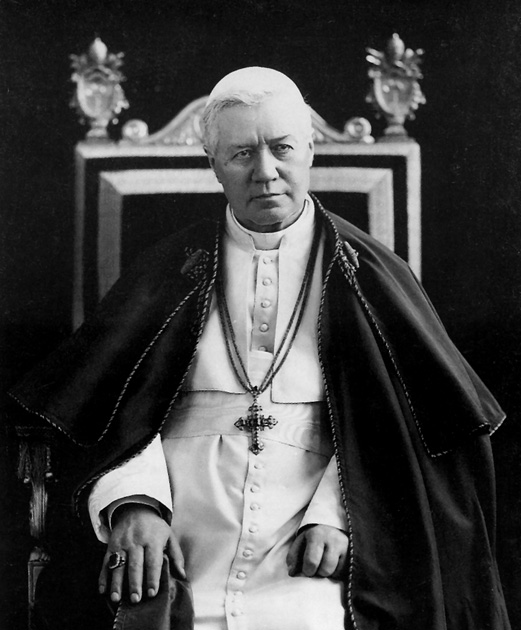
San Pio X, che, nel 1914, finanziò la costruzione di una robusta ferratura per rendere stabile l'edificio religioso
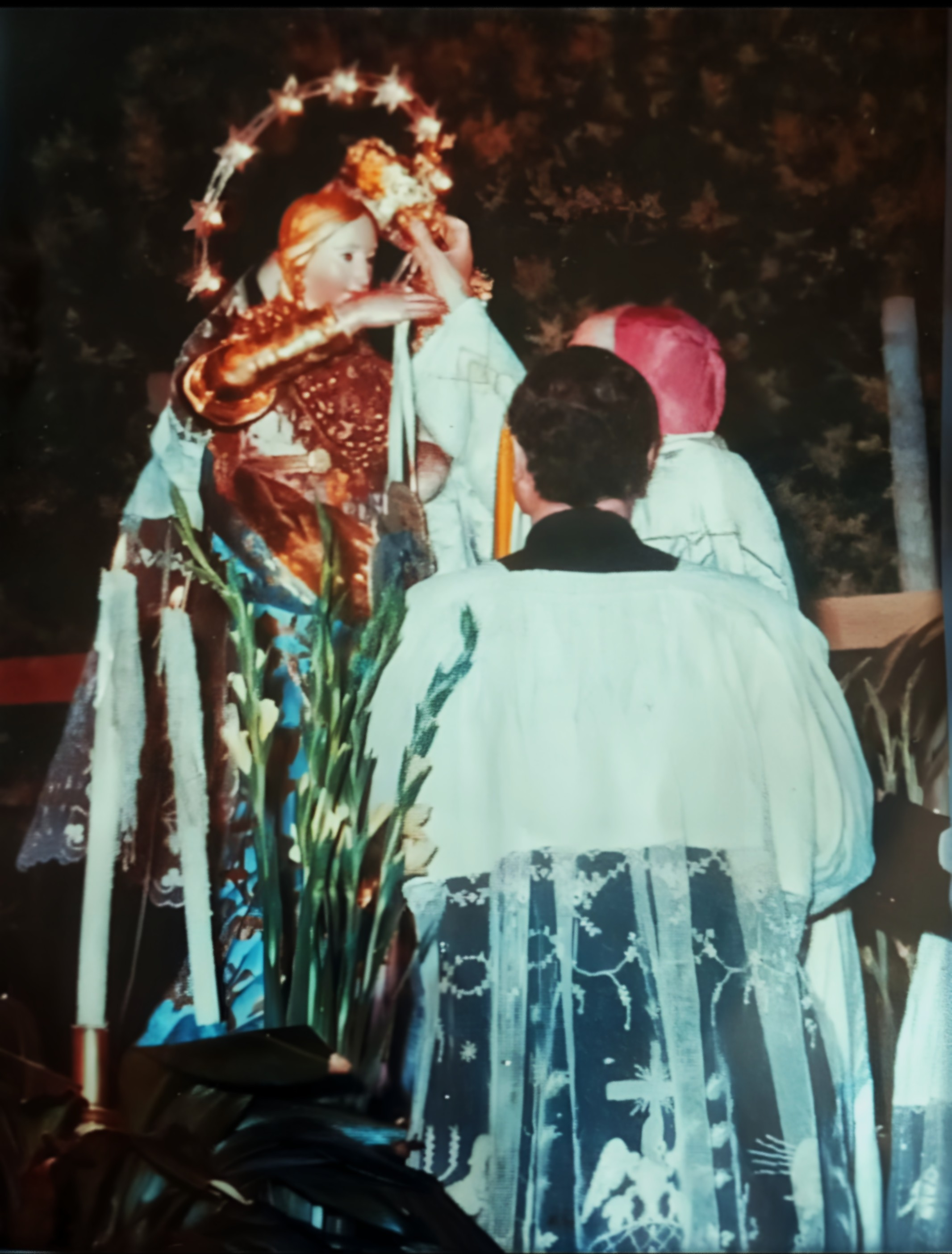
16 luglio 1974: Mons. Guido Luigi Bentivoglio, Arcivescovo di Catania, incorona Solennemente il Venerato Simulacro di Maria Santissima del Carmelo in Bongiardo
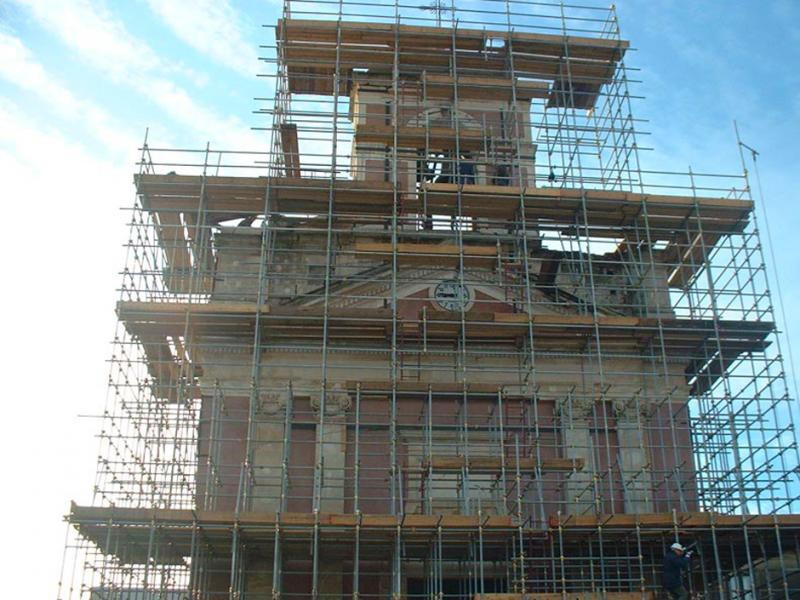
Lavori di consolidamento statico
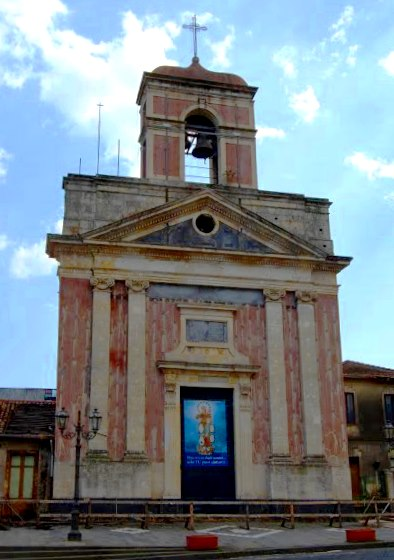
Dopo il consolidamento
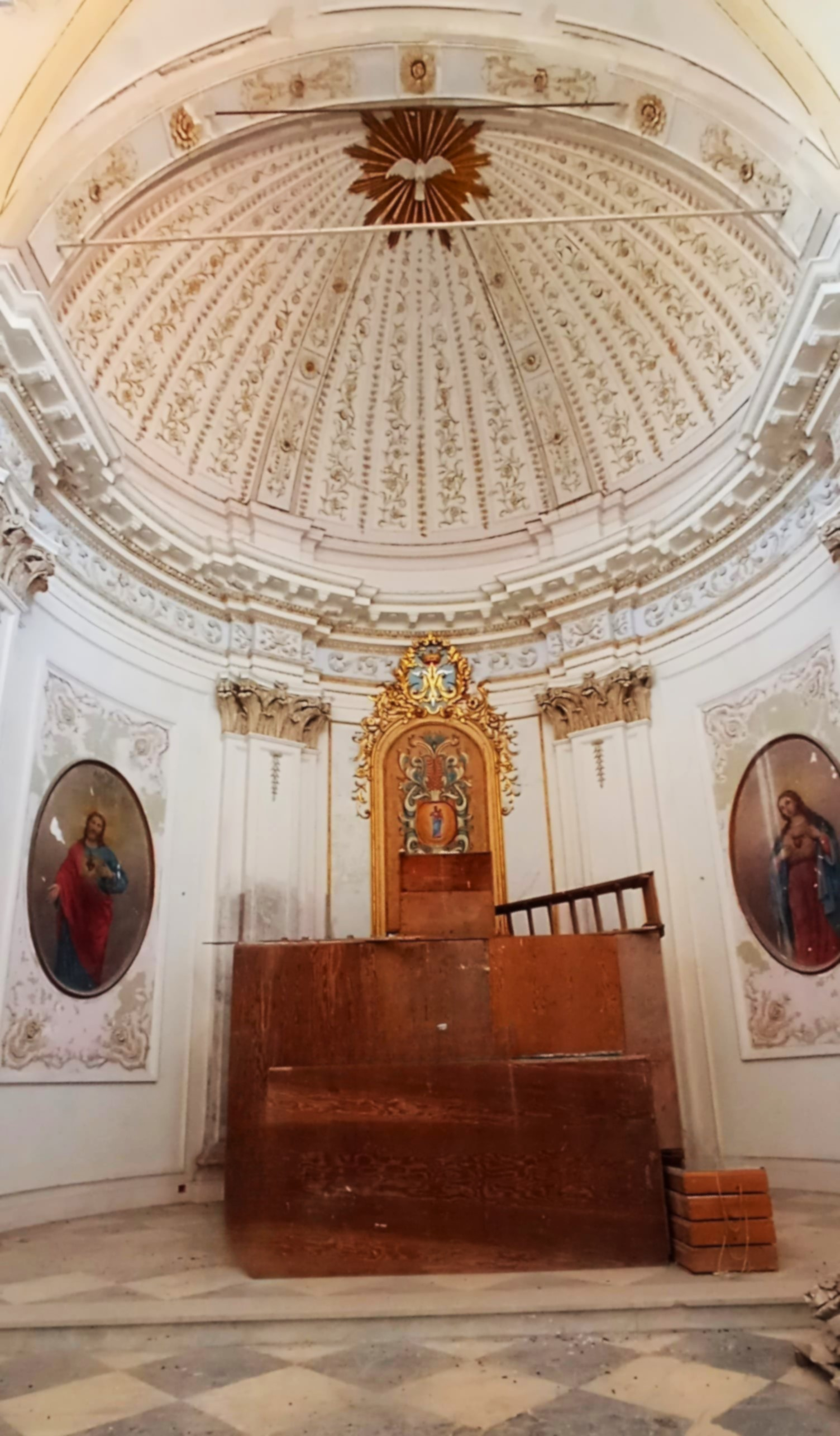
Abside della Chiesa di Bongiardo durante la ristrutturazione e il restauro dell'edificio
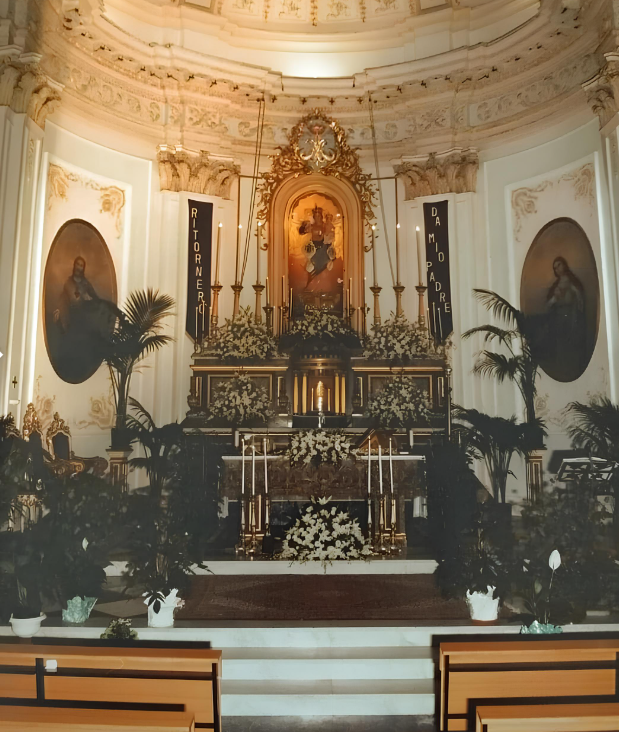
Abside della chiesa di Bongiardo in uno scatto degli anni novanta
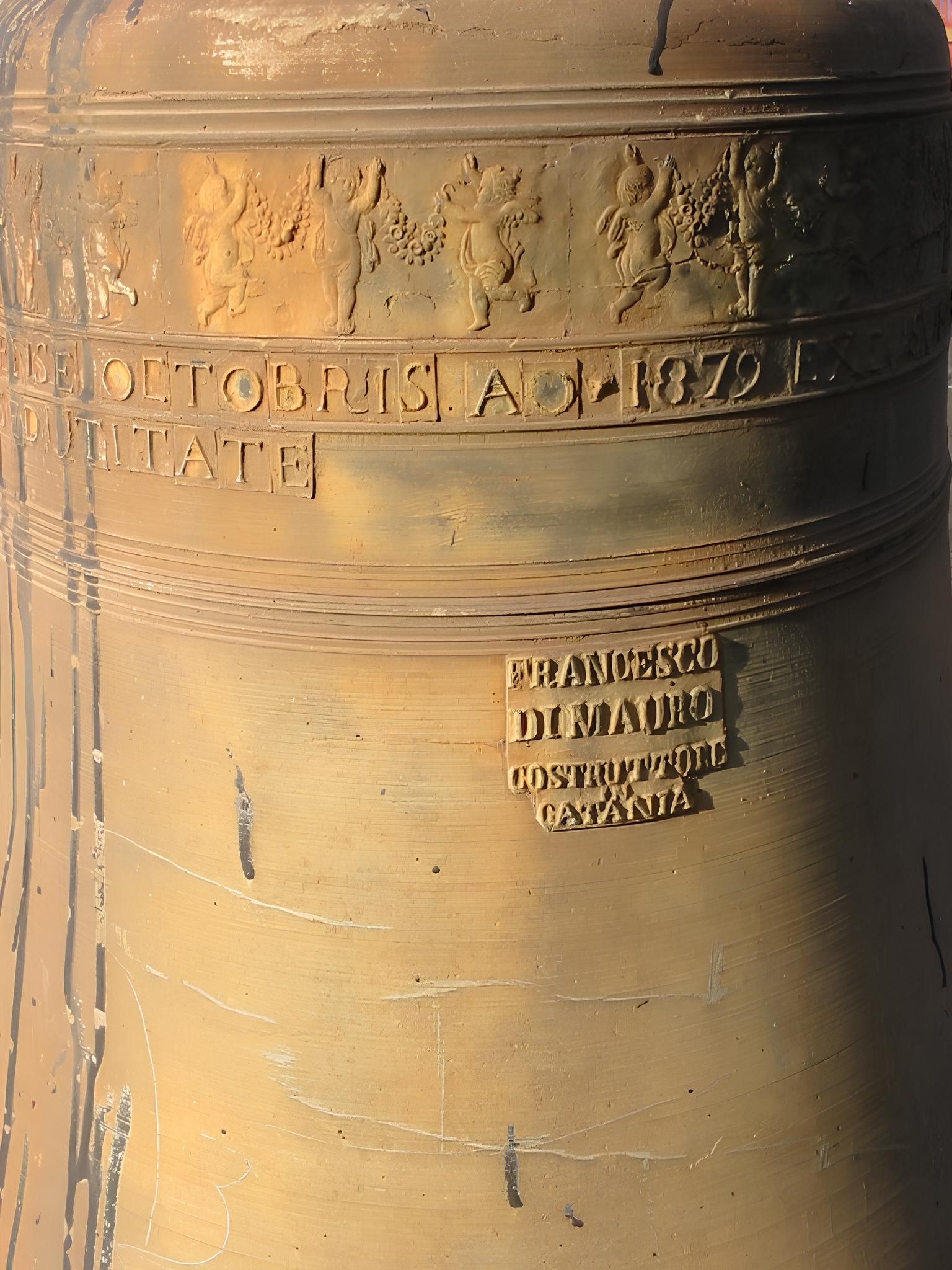
La "Carmelitana", campana fusa nell'ottobre 1879
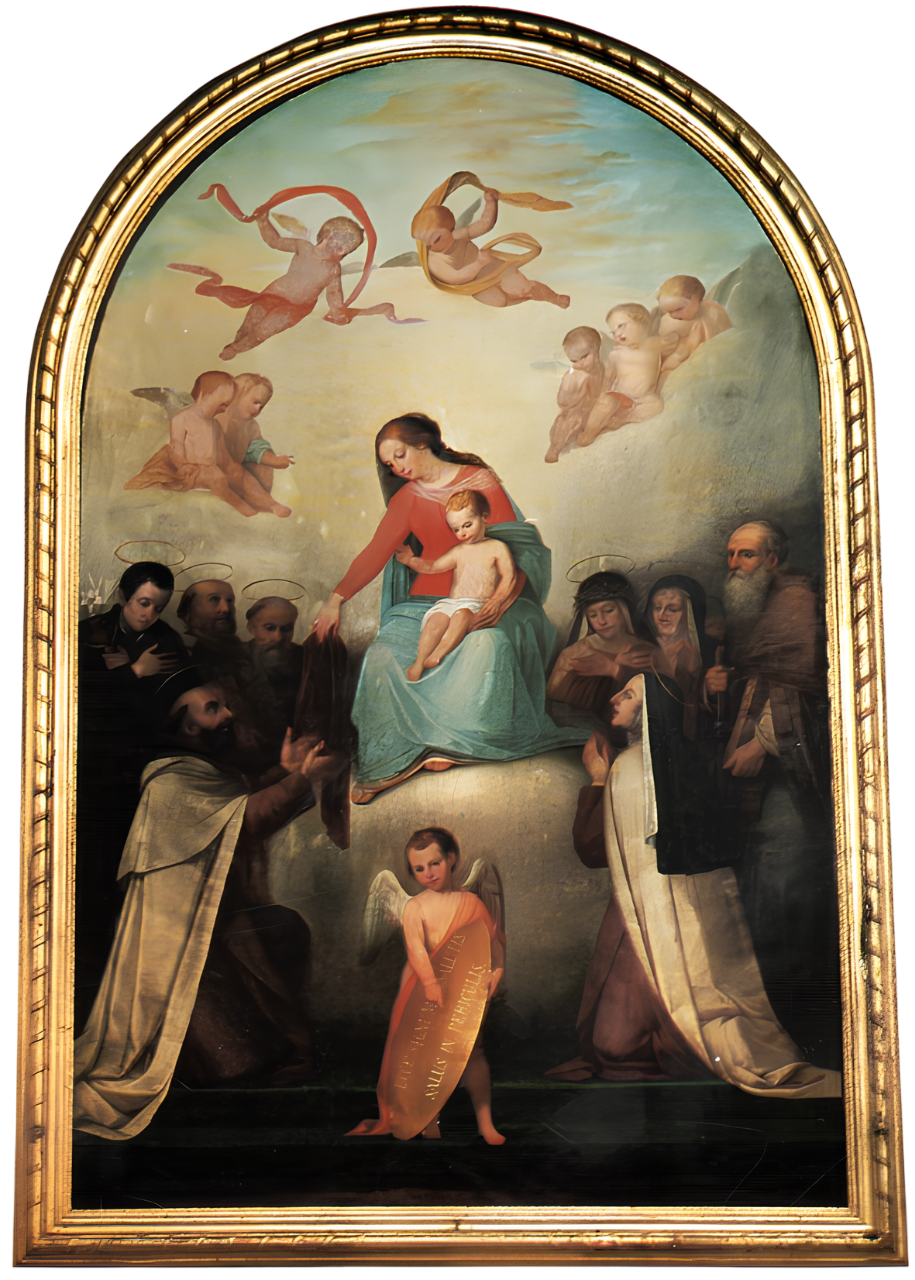
Madonna del Carmine, Francesco Vaccaro
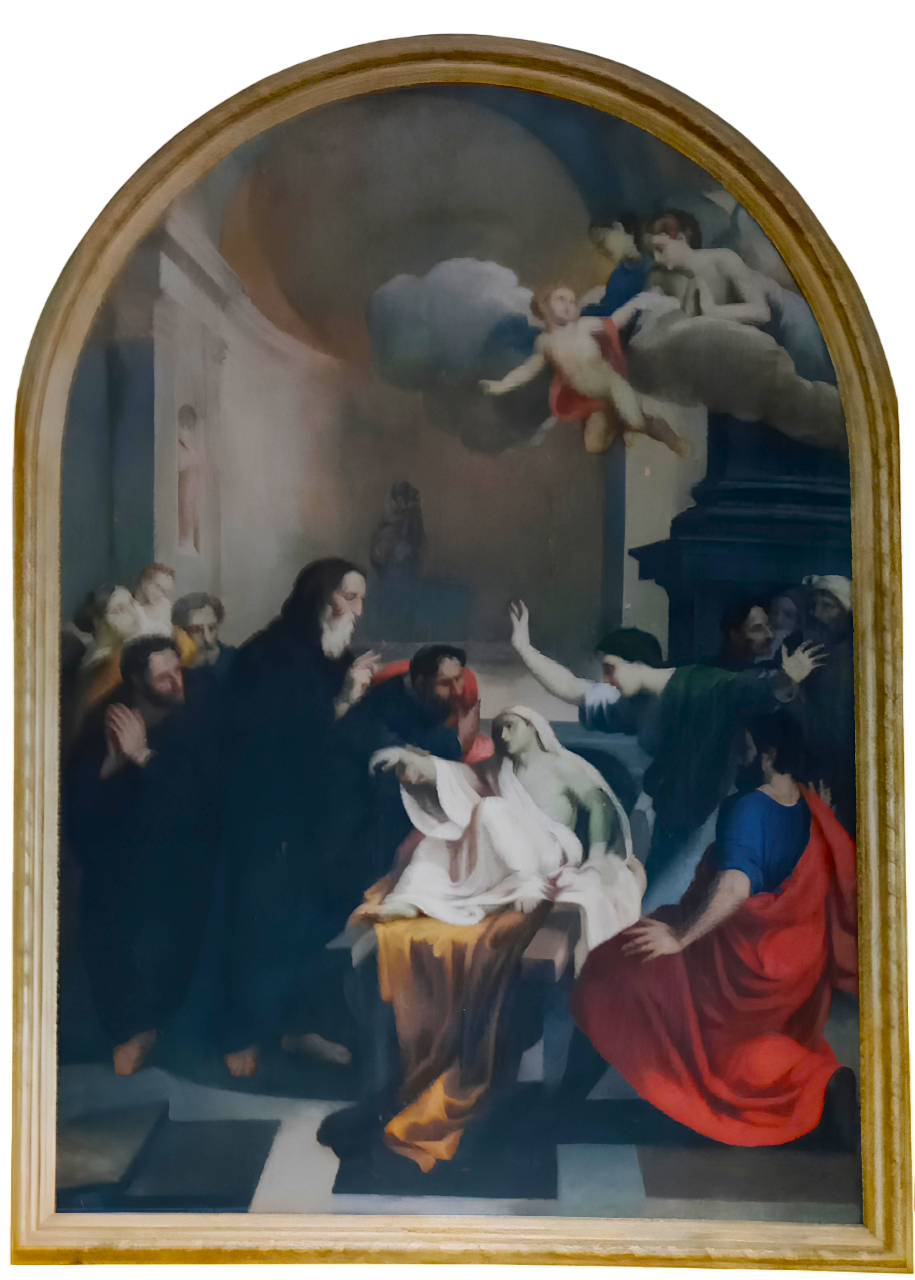
San Francesco di Paola, Salvatore Messina
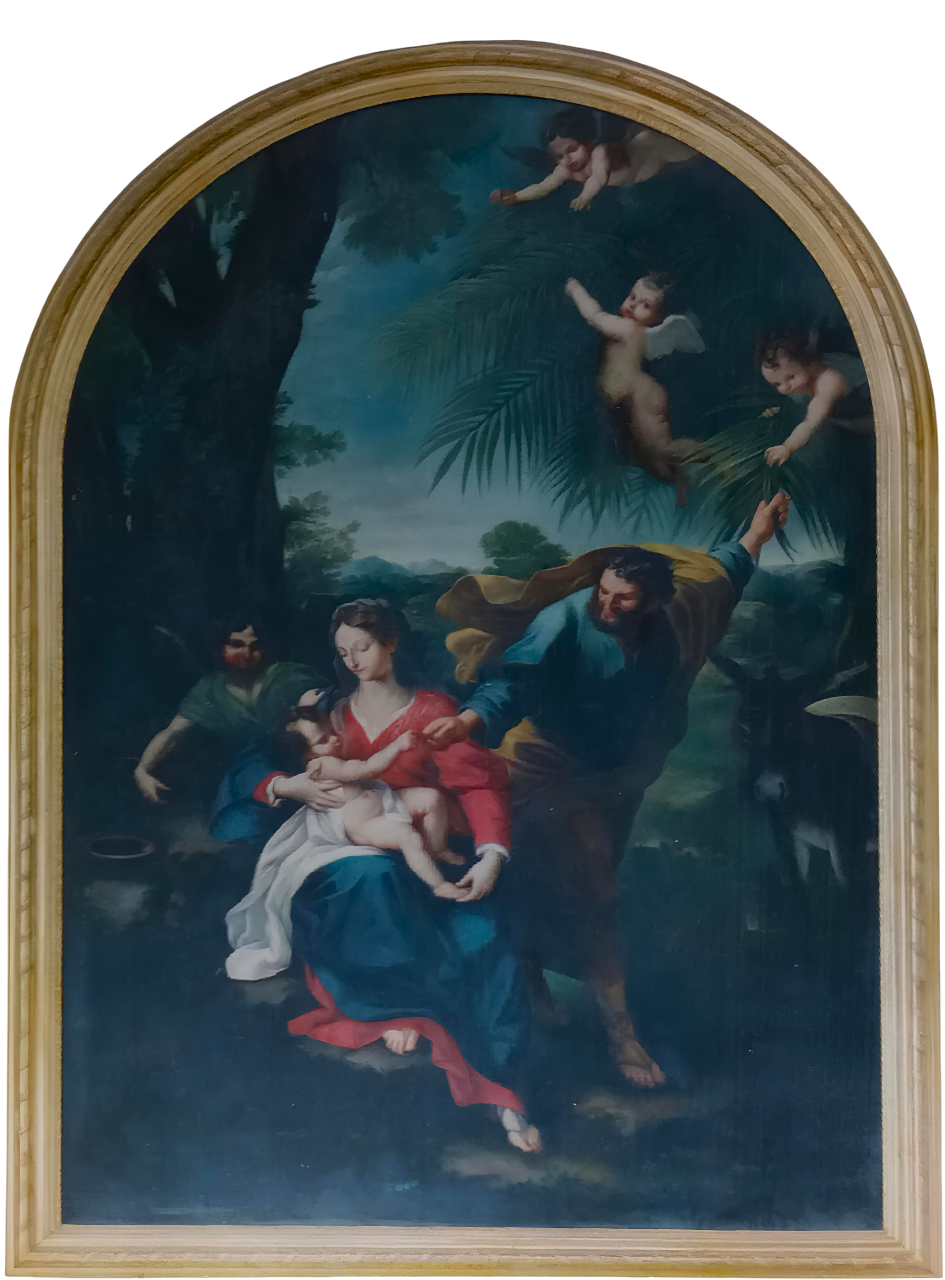
Riposo durante la Fuga in Egitto, Salvatore Messina
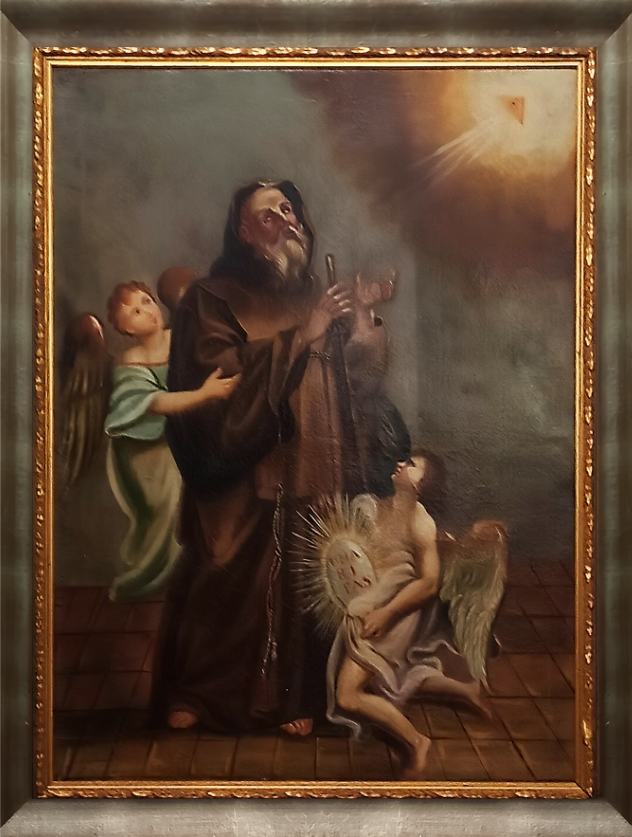
San Francesco di Paola (opera di don Zeno Maugeri, fine XIX secolo)
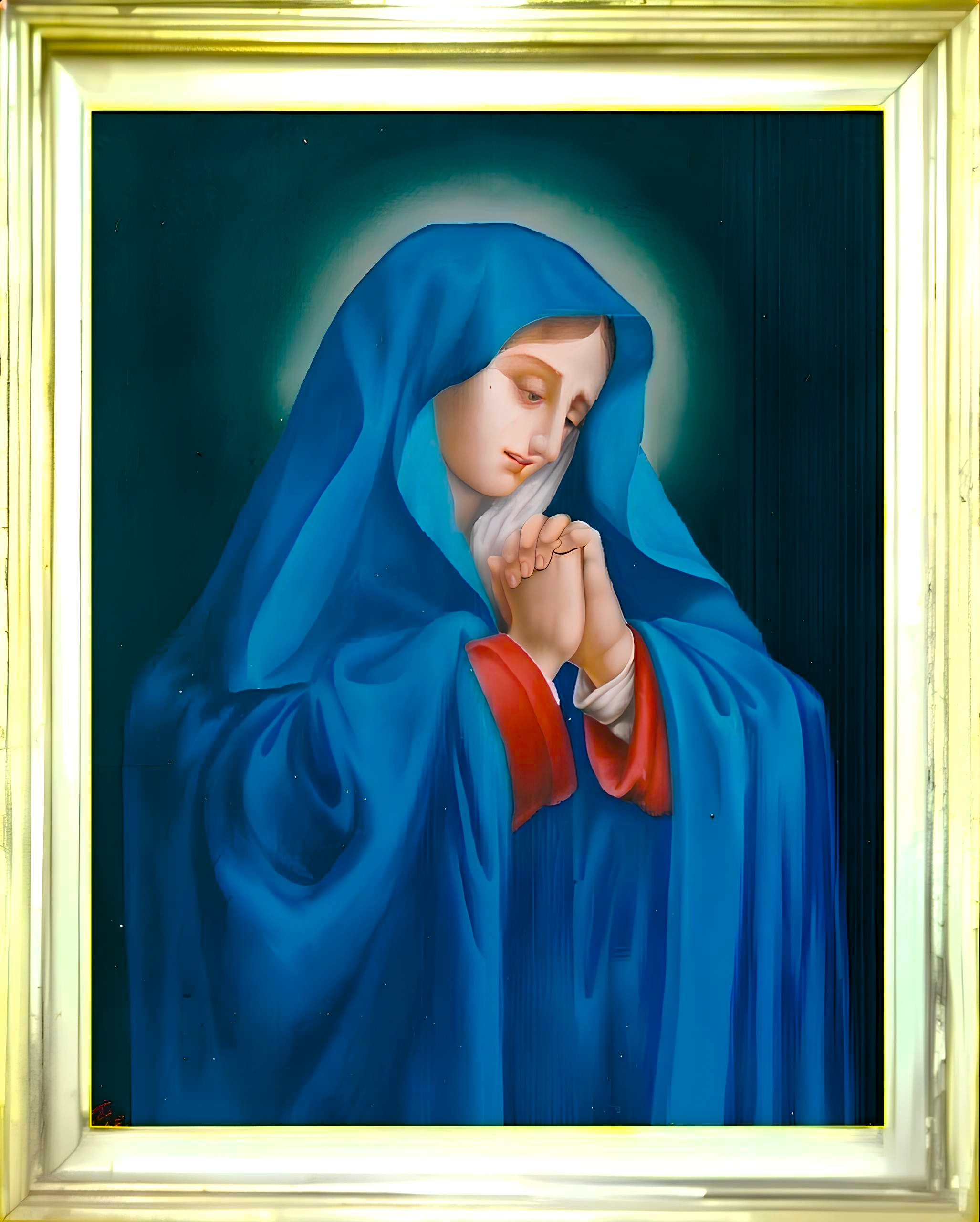
Maria Addolorata, tela ad olio. Epoca ed autore sconosciuti
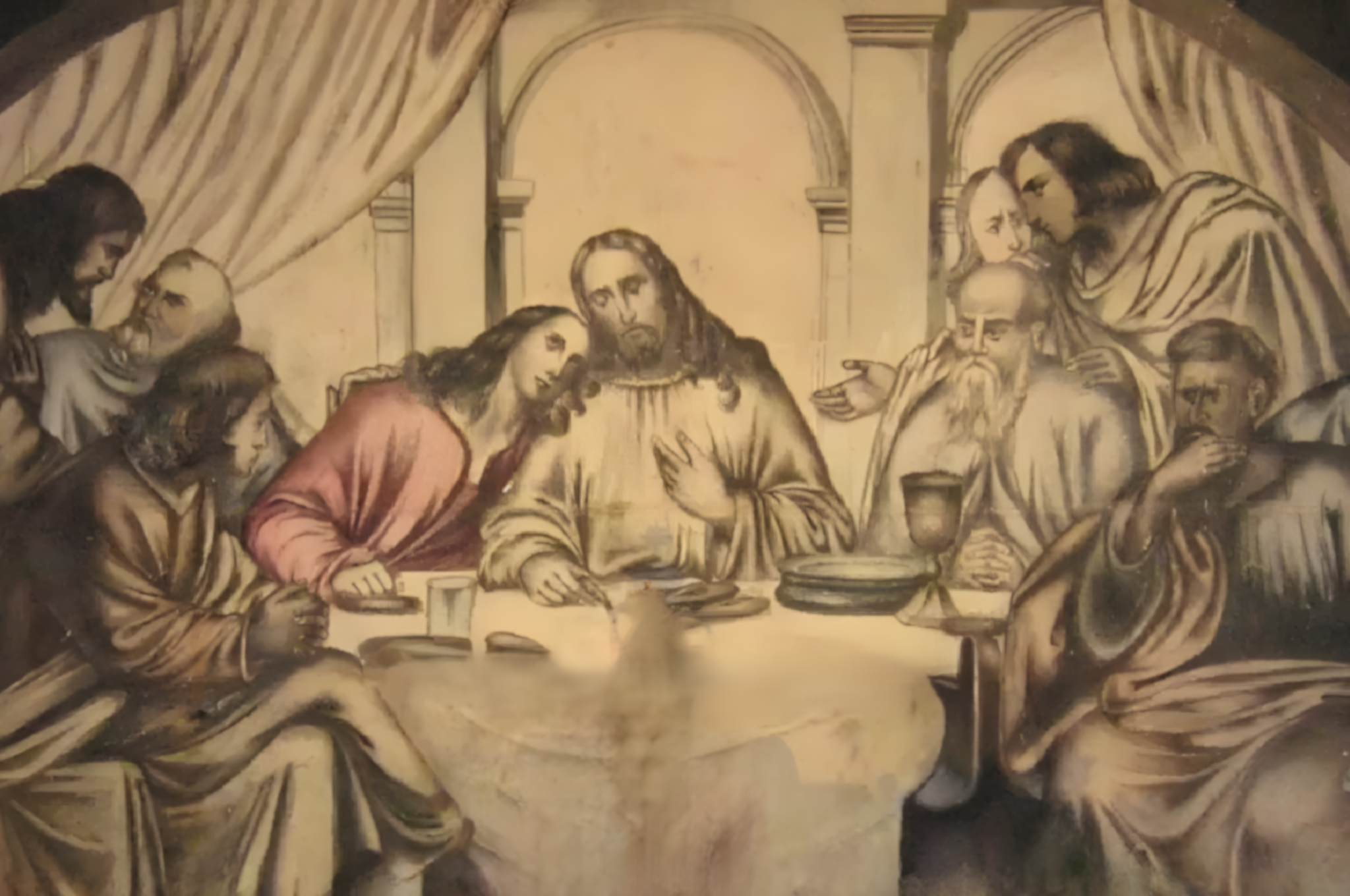
Ultima cena, opera di don Zeno Maugeri
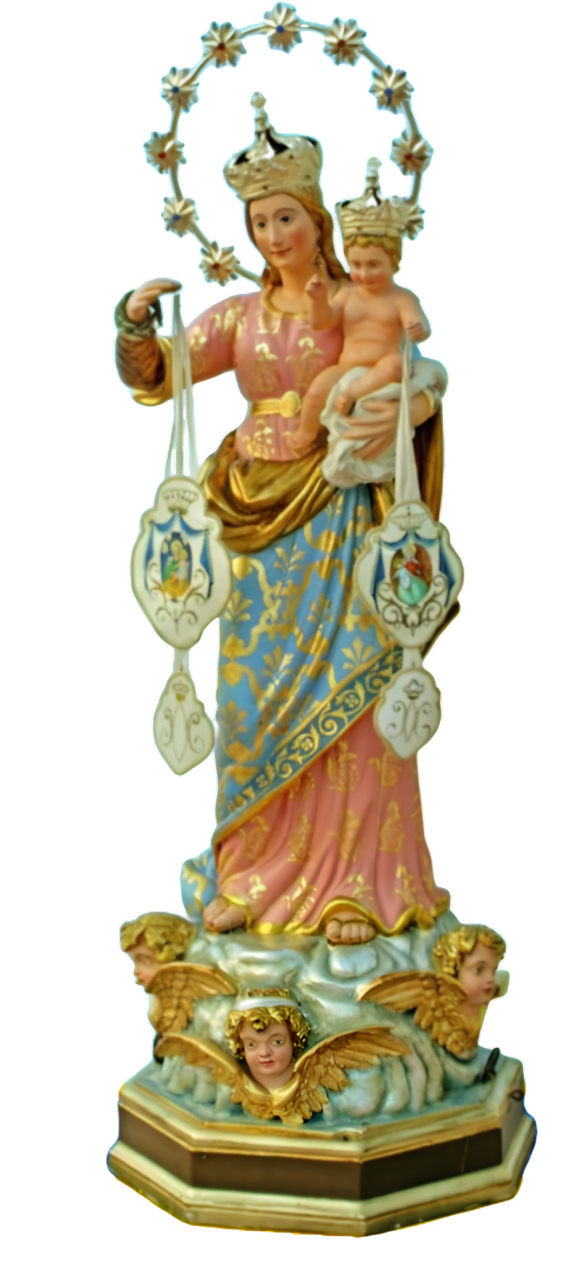
Simulacro ligneo di Maria Santissima del Carmelo, Patrona di Bongiardo
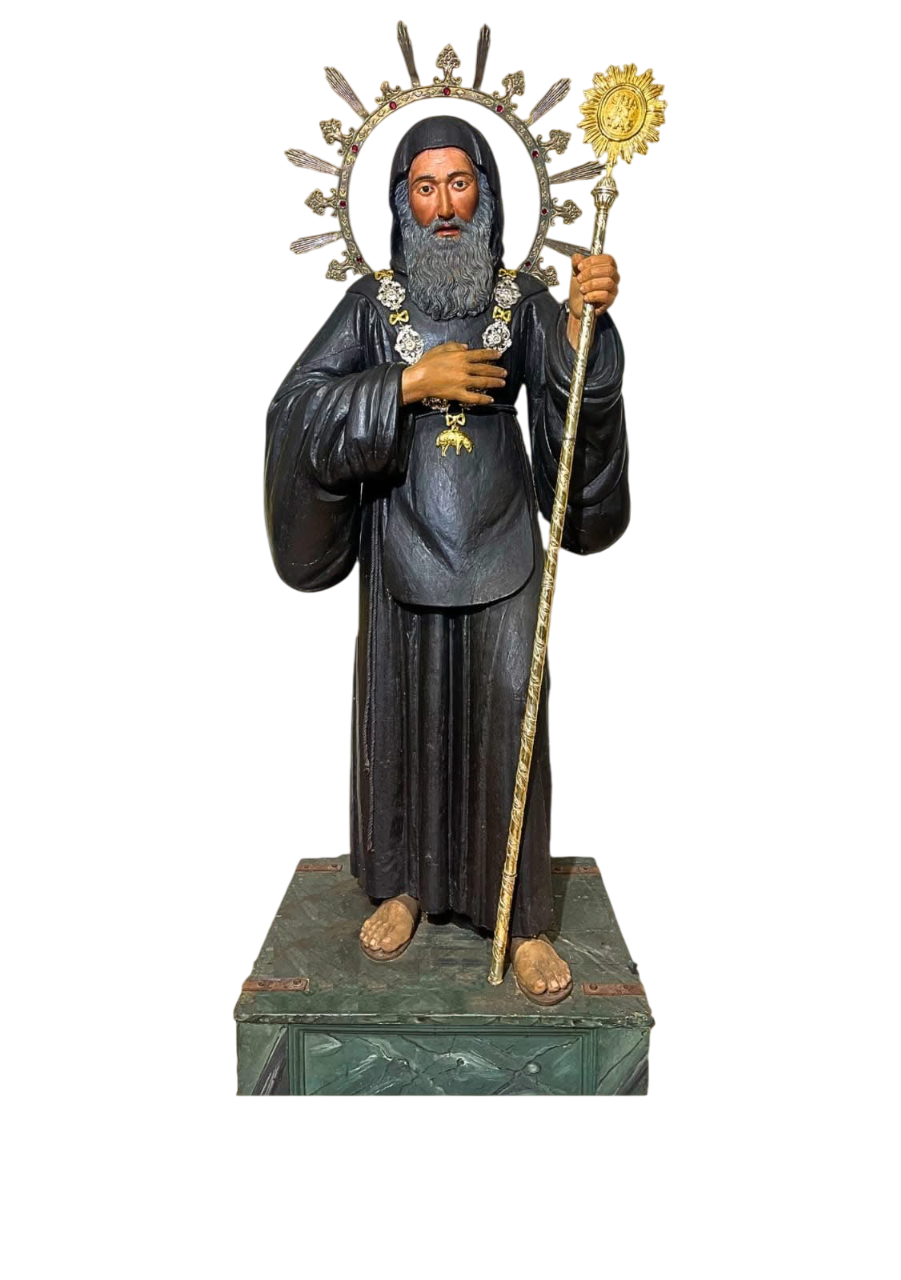
Simulacro ligneo di San Francesco di Paola, Compatrono di Bongiardo
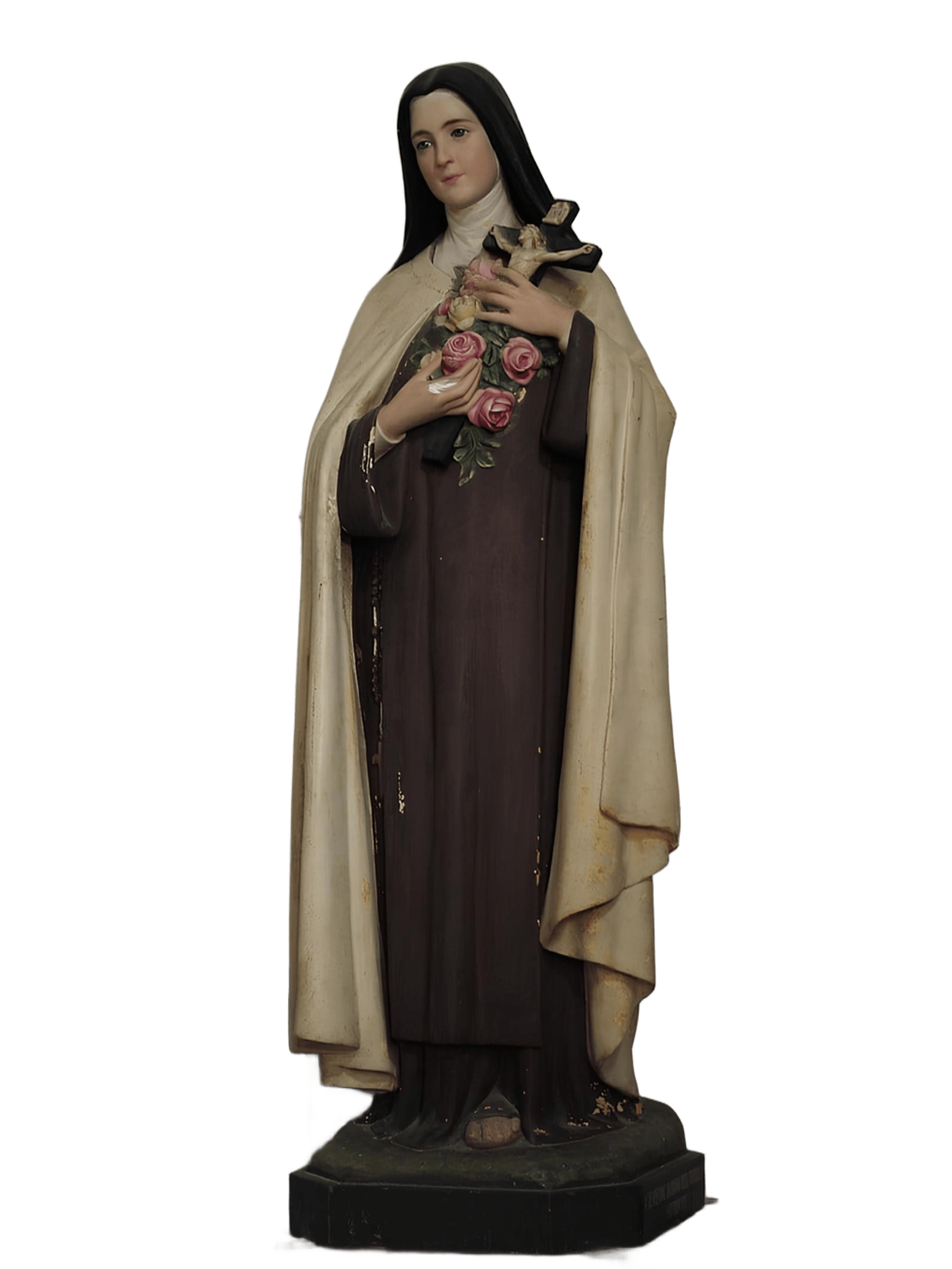
Statua di Santa Teresa del Bambin Gesù
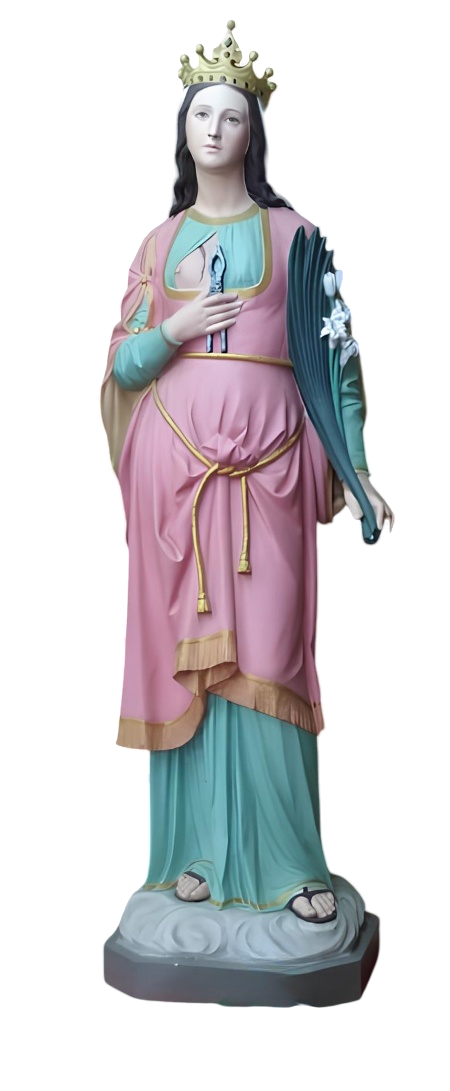
Statua di Sant'Agata
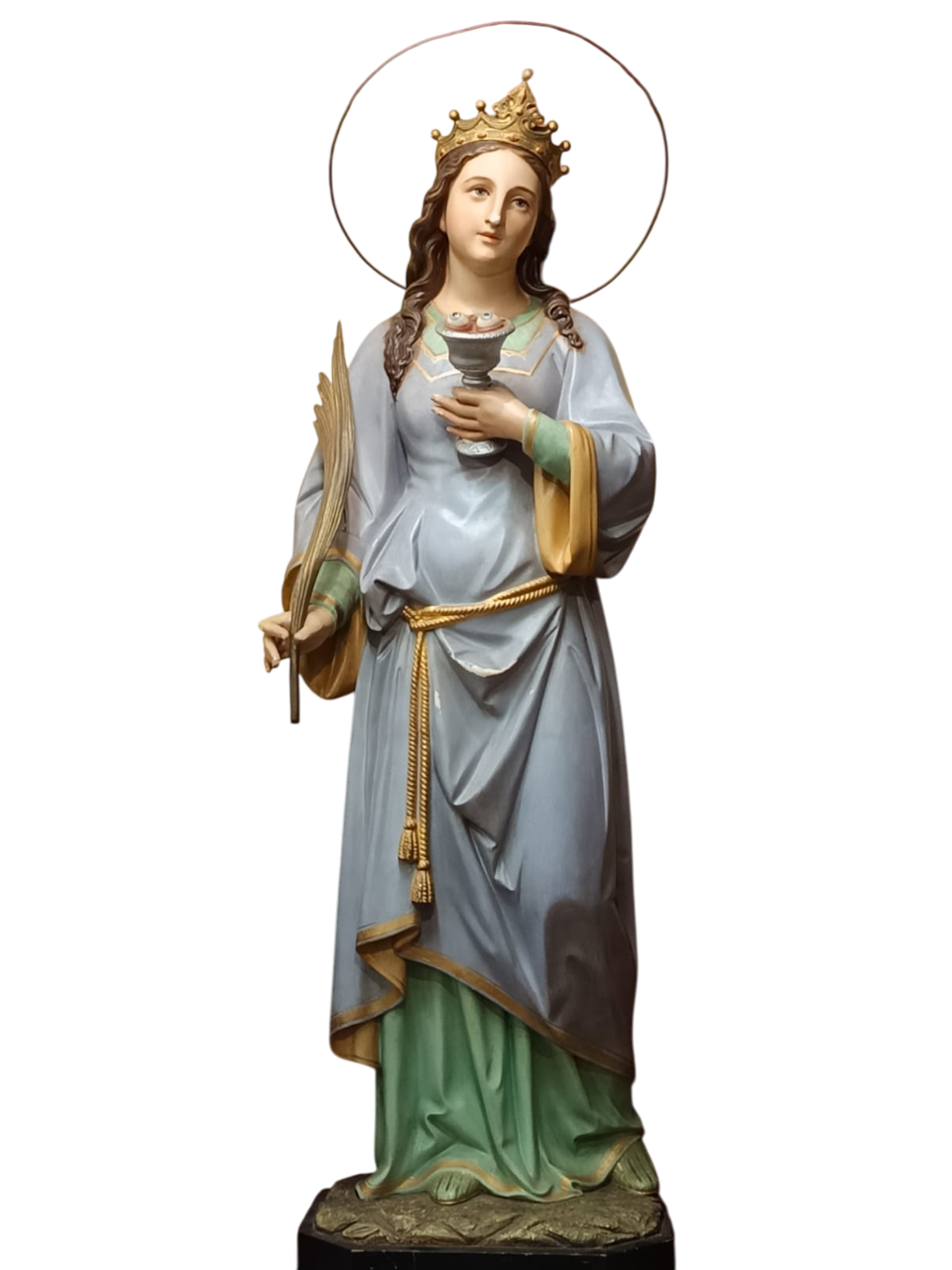
Statua di Santa Lucia